# 五星戦隊ダイレンジャー
『五星戦隊ダイレンジャー』（ごせいせんたいダイレンジャー）は、1993年2月19日から1994年2月11日まで、テレビ朝日系列で毎週金曜17:30 - 17:55（JST）に全50話が放送された、東映制作の特撮テレビドラマ、および作中で主人公たちが変身するヒーローの名称。

## 概要
当時の格闘ゲームの人気を受けて制作された本作品では、ファンタジー色の強かった前作『恐竜戦隊ジュウレンジャー』との差別化を図るべく、キャラクターから世界観、そして音楽に至るまでオリエンタルな要素で統一された作品となっている。バンダイに在籍していた野中剛は、モチーフが中国的となったことについて、1993年当時烏龍茶が普及するなど、中国文化が日本に浸透してきたことが影響しているのではないかと推測している。
『ダイレンジャー』の名前の由来は、その語感と前述のオリエンタルな要素などから「中国の地名『大連』が由来」と言われることもあるが、スタッフによると実際は単純に「“大”レンジャー」が由来とのことである。また、企画段階では『中華戦隊チャイナマン』というネーミング案が考えられており、ダイゴ役の能見達也も「最初の名前はチャイナマンでしたからね」と言及しているが、2012年に発表されたネットムービー『ネット版 スーパーヒーロー大変』の作中ではこの「チャイナマン」の名称を「ネットの噂」と否定しており、同時に当時の仮タイトルが『ダイケンジャー（大拳者）』であったとも紹介されている。この点については2013年に制作された『非公認戦隊アキバレンジャーシーズン痛』でチャイナマンを使用し、公式サイトで何十とあった仮タイトルの一つで情報流出を防ぐためのダミータイトル的に記載した資料もあるとしている。

### 特徴
放映当時、本作品がシリーズ15周年記念と位置付けられていたことから、本作品ではこれまでの作品で踏襲されてきたいくつかのパターンを意図的に破る試みがなされている。テンマレンジャー・将児役の羽村英の回想からも、主演の5人が今までと違うものを演じるという気概を持って挑戦していたということが窺える。
設定面
本作品では5人全員が主役であるというスタンスが特に重要視されており、それを強調するための様々な策が講じられた。
その最たるものが明確なリーダーが設定されていないという点であり、メンバーは並列した存在として描かれている。同時に本作品におけるレッド（リュウレンジャー/亮）の扱いも、それまでのシリーズのような「絶対的なリーダー」からは外れたものとなっている。そのため、物語開始時点では、初期の男性4人の中で最も後発であるという設定となっている。実際「生身で気力などの潜在能力が一番高いのが、レッド（リュウレンジャー/亮）ではなくピンク（ホウオウレンジャー/リン）」と位置付けられるなど、設定面でもこうした傾向が反映されている。
また上記のスタンスに則る形で、その回の中心キャラクターが各々の名乗りの後に締めとなる決め口上をリードしたり、アイキャッチ映像も従来のように全員が集合したものではなく、メンバー（キバレンジャーも含む）を1人ずつ映したものが用意され、各話の中心キャラクターのものが使用される（該当者が複数いる場合はAパートとBパートで別の映像を使用）などといったスタイルが採られており、同様のスタイルを採用した後続の作品の先鞭を付ける形となった。
演出面
本作品では主人公たちが使う拳法も実際の中国拳法を採り入れたものとなっており、既存の作品との差別化が図られている。メンバーの5人も拳法の達人と設定されており、アクションのみならず名乗りポーズもまた各々自分の使う拳法を取り入れたものとなっている。変身後のスーツアクターは全員中国武術の経験者が起用された。リュウレンジャー役の和田圭市とジン役の広瀬匠によるアクションシーンなど、変身前を演じる役者も体を張った激しい演技を行うことがあった。テレビ朝日プロデューサーの梶淳は、当時人気であったコンピュータゲーム『ストリートファイターII』への対抗意識があったことを述べている。
この他、パイロット（1 - 2話）の演出を行った小林義明が企画からタッチしており、作品の随所に宇宙刑事シリーズなどでみられたシュールで不条理な演出や設定がみられた。
子供番組であることを意図し、説明的なセリフを極力避け、映像のみで物語を理解させることを志向している。
作劇面
作劇面では前述のスタンスを強調する形で、中盤から後半にかけて各メンバーごとに因縁のあるキャラクターを設定し、それに併せてメンバーごとにメインとなる脚本家を置いてサブストーリーを進行させている。
また、2話完結の前後編になっている話が多く、巨大ロボ戦がない回やメンバー全員が変身しない回が存在するのを始めとして、「善悪を超越した超巨大獣・大神龍の登場に端を発したダイレンジャーとゴーマの一時的な休戦」「物語終盤にダイレンジャーの司令官の道士・嘉挧がとある理由からダイレンジャーと決別するという展開」「大団円にならない最終回」など、これまでのシリーズ作品では見られなかった要素がいくつも投入されている。梶は、群像劇や型破りな要素において『鳥人戦隊ジェットマン』を超えることを目指していたと述べている。

### シリーズ内の位置付け
前述の通り、放映当時は『バトルフィーバーJ』を起点とした「15周年記念作品」として扱われた本作品であるが、その2年後の『超力戦隊オーレンジャー』はそれまでとは異なり、『秘密戦隊ゴレンジャー』を起点とする「スーパー戦隊シリーズ20周年記念作品」という位置付けで制作された。以降、『未来戦隊タイムレンジャー』にて『ゴレンジャー』『ジャッカー電撃隊』を公式にスーパー戦隊シリーズの作品として含めるまでの間、この2作品の扱いは曖昧なままであった。
また同時期には、『ゴレンジャー』と『ジャッカー』の2作品を包含した超世紀全戦隊と呼ばれる新たな名称が登場し、当時上梓された講談社のゴレンジャーから扱ったムックなどで使われた。この名称は次作『忍者戦隊カクレンジャー』から東映オフィシャルとなったが、結果的に定着することなく終わっている。これについてはスーパー戦隊シリーズも参照。

### 備考
この年から、メインスポンサーに従来のバンダイと後楽園ゆうえんちに加え、講談社が加わるが、夏の間は一時期CMが放映されなかった。同社は1998年までスポンサーとして参加している。

## あらすじ
今から8,000年前の紀元前6,000年ごろ、中国南部にダオス帝国（ダオス文明）が誕生した。そこは、サイキックパワーの能力（妖力）を使うゴーマと気力による気功術に長けたダイ族が、後の現生人類の祖先として現代文明を築く妖力や気力を持たないシュラ族を奴隷のように扱い支配していた。だがある日、帝国の独裁を願うゴーマ族の強硬派は、覇権を狙って帝国を自分たちの支配下に置こうとダイ族に攻撃を仕掛けてきた。平和を愛するダイ族は戦いを決意し、その日から長い戦いが始まった。長く6,000年近い戦乱の末、帝国が衰退して滅亡すると共にゴーマ族は自ら眠りにつき、ダイ族は表舞台から姿を消し、戦いは終わり文明が崩壊した後、シュラ族が繁栄したことによって新たな文明が興った。
しかし現代にゴーマが復活し、暗黒の世界を作りあげようとしていた。その時、「天に輝く五つ星」が現れた。彼らは気力や拳法を使う若者で、ダイ族の生き残りである道士・嘉挧（）の導きにより、転身（変身）する。

## 登場人物

### 五星戦隊ダイレンジャー
ダイ族の血縁者である現代人の子孫によって構成されている。苗字は設定されておらず、名前の前にあるのも彼らの守護星である。
亀夫はシリーズで初めての7人目の戦士設定だが、等身大時にはスーツをまとった戦いに参加せず、巨大戦でダイムゲンとなった時に戦闘に加わる。
名乗りは各々の変身後の名前と守護星と本名を口にした後、リュウレンジャーの「天に輝く五つ星!!」と全員の「五星戦隊・ダイレンジャー!!」で締める。
"天火星" 亮（）
23歳。5歳のときに母親と死別し、日本一の餃子を作ることを目指し、横浜・中華街の中華料理店「山海閣」で働くコック見習い。好物は餃子。豆腐が苦手。5歳年下の妹・洋子がいる。
紐男爵に襲われたところを龍星王に救われ、道士・嘉挧に強引にダイレンジャーにスカウトされる。第8話で、ダイ族を裏切ってゴーマ側に付いた鉄面臂 張遼の息子であることが判明した。
がむしゃらな熱血さと真面目さのバランスが取れていることから、リーダー格となっている。寝起きは非常に悪く、無理矢理起こされると激昂する。
50年後（73歳）、一番遅れてダイレンジャーの同窓会に着いたが、その向かう途中に新紐男爵を目撃し、ゴーマが復活したと仲間に伝え、孫たちが受け継いだダイレンジャーと復活したゴーマの戦いを見て、嘉挧の「永遠に戦い続ける」の意味を悟った。同窓会ではモーニングコートを着用。
最終回に登場した孫は白基調のチェック柄のスーツと蝶ネクタイにメガネを着用しており、雰囲気も熱血漢な祖父とは逆に温厚な人物だった。
- 最終話の5人の別れのシーンで着ていたGジャンは和田の自前である。

リュウレンジャー
亮が転身する戦士。スーツカラーはレッド。
拳法はパンチ技が主体となっている赤龍拳を使用。気力を高めて火と雷を操り、二刀流も得意とする。
50年後は亮の孫が転身する。

"天幻星" 大五（）
チーム最年長の24歳。ペットショップで働いている。一途で真面目な性格で物静かだが、一度怒らせると止まらない。チーム内では参謀格。動物に対し、赤ちゃん言葉で話すこともある。釣りと読書が趣味であり、暇さえあればよく釣り堀に出かけている。好物はチョコレート。剣道の達人でもあり、世界一の剣豪を夢見ている。
孔雀明王の化身・クジャクと共鳴するだけの気力を持っていたことから道士・嘉挧にスカウトされる。クジャクと恋仲になったが、彼女を喪ってしまう。
50年後（74歳）の同窓会には着物姿で出席したが、寄る年波には勝てず、気力も錆ついて出なくなっていた。
最終回に登場した孫はオールバックでGジャンという厳つい格好をしていたが声が妙に高い。初陣での名乗りではセンターを担当。
- 演じる能見達也は、他のメンバーがキャラクターが固まっていく中で大五をどうすべきか思い悩んだが、第12話を経て大五は何でもありだと考えるようになったという。
- 番組初期に刊行された書籍ではカメラマンと紹介されていた。

シシレンジャー
大五が転身する戦士。スーツカラーはグリーン。
拳法は足を大地にしっかりと付けた態勢から力を溜めて拳を放つ獅子拳を使用。霧を発生させて幻を操る気力技を得意とし、棒術にも優れる。
50年後は大五の孫が転身する。

"天重星" 将児（）
19歳。世界チャンピオンを夢見る駆け出しボクサー。母子家庭で育つ。任侠映画の主人公に憧れ、「男は黙って勝負する！」などを口癖とする。パチンコが趣味。嫌いな食べ物はエビ。ヤンキー風の外見に特攻服を持っているなど元暴走族で不良と呼ばれていたが、ボクシングのコーチと出会ったことで更生した。建設現場作業員のアルバイトをしている。
一本気な性格でかつお人よしで、よく敵の罠に落ちるものの、その一本気な性格が後にゴーマ3ちゃんズと心を通わせ、改心させる機会を生んだ。涙もろい一面もあり、道士・嘉挧が息絶えた時は人目も憚らず号泣していた。プールへ遊びに行った際、かなづちということが語られており、プールでも浮輪をつけていた。
50年後（69歳）、ジャージ姿で同窓会に出席。老年にもかかわらず無理矢理気力を出そうとしてぎっくり腰になったり、ボクシングで世界チャンピオンになれなかったことが語られた。
最終回に登場した孫のショウヘイは若き日の祖父同様に不良気質の若者だった。

テンマレンジャー
将児が転身する戦士。スーツカラーはブルー。
拳法はキック技を主体とする天馬拳を使用。自在に周囲の重力を操る気力技を得意とし、素早い動きで放つ蹴り技は多彩なバリエーションを持つ。
50年後は将児の孫が転身する。

"天時星" 知（）
20歳。天才的な腕前を持つカリスマ美容師で、ヘアサロン勤務。スポーツカーに乗るキザな気取り屋で、常に流行のおしゃれなスーツで決めている。シティ・ボーイを気取っているが、その内面は芯の強い人情家。味方だけでなく敵に対しても敬語で話すことが多い。一人称は「僕」だが、たまに「ミー」になることもある。好物は豆腐とスパゲッティ。蜘蛛が苦手。
家族は両親と兄と姉との5人家族で全員が教師。15歳のころに家出同然で上京し、その際にラーメンをごちそうしてくれた老夫婦のラーメン屋台を仲間たちにも内緒で手伝っている。そのことを知った亀夫から懐かれるようになる。
50年後（70歳）の同窓会では、金ピカのケバケバしい（将児談）ジャケットで出席。
最終回に登場した孫は祖父同様にキザな伊達男で、一人称も「ミー」である。

キリンレンジャー
知が転身する戦士。スーツカラーはイエロー。
拳法は攻防一体を旨とする麒麟拳を使用。時間を操る気力技を得意とし、酔拳のような独特のバランス感覚で相手の攻撃をかわして隙を突く。
50年後は知の孫が転身する。

"天風星" リン（）
18歳。中国から日本の大学に来た留学生。道士・嘉挧の姪であり、時に「おじさま」と呼ぶ。第6話でダイ族の血を引いていることが判明する。アルトサックスの演奏が趣味。好物はチャーハン。
真面目で優しい性格であり、強引に部屋に上がりこんできたコウを当初は拒絶していたが、後に考えを改めて彼と同居するようになる。その後は将児に「まるで母親」と言われるほど面倒を見ている。5人の中で最も気力に関する潜在能力が強く、中盤までは彼女のみ転身前でも気力を使うことが出来た。第1話では眼鏡をかけており、ストーリー序盤は中国語も少々使っていたものの、次第に使わなくなる。最終回ではナレーションの一部も担当。
料理はあまり得意ではないようで、彼女の作った餃子を食べたコウは亮のところでおいしい餃子を食べようと提案していた。第33話ではゴーマの策略でアイドルデビューした。
50年後（68歳）の同窓会に向かう直前までワープロを打っており、文章内容はゴーマとの戦いの記録を纏めたような内容であった。
最終回に登場した孫は、落ち着いた性格の祖母とは違い、幼さを見せる性格であり、眼鏡をかけている。

ホウオウレンジャー
リンが転身する戦士。スーツカラーはピンク。
拳法は跳躍力に長けた身軽な動きで相手を翻弄する鳳凰拳を使用。風を操る気力技を得意とし、身軽に宙を舞い華麗な技を決める。気力が強いことから大輪剣の扱いにも長けている。
50年後はリンの孫が転身する。

"吼新星" コウ（）
第17話から登場。9歳、後に10歳となる。誕生日は12月24日だが、本人はこのことを知らなかった。4歳のころにダイ族出身の母と生き別れになり、八百屋の叔父夫婦に育てられた若葉台小学校に通う小学生。その後リンと同居するようになる。
スケボーが得意。性格はいたって陽気なイタズラ好きで、遊び気分で転身したり、リンの胸を触ったり、気力で通りかかった女子高生にスカートめくりをしたりとませている。その一方で、時折母親と離れて暮らしているがゆえの寂しさを見せることもあった。
父親がゴーマの者であり、両者の混血によって将来ゴーマの血が目覚めて凶暴化することを母によって見抜かれ、右腕に白虎の焼印を施され10歳まで力を封印されていた。12月24日の誕生日までに母親と再会し母の指輪と白虎真剣の力で再び封印を施さなければ、完全にゴーマの人間となってしまう。その前兆として誕生日前から精神面のゴーマ化が見られ、キバレンジャーの姿でダイレンジャーの前に現れ破壊活動を行うこともあった。また阿古丸とは初登場の時から因縁の相手としてたびたび衝突するが、終盤になってコウと阿古丸は双子の兄弟という関係が明らかにされた（ただしコウ自身は最後まで知らないままだった）。
50年後、会社の重役になっており、重役会議に出席するため、同窓会には参加しなかった。50年後もリンと同居している。
キバレンジャー
コウが転身する戦士。コウは気力が弱いので白虎真剣の気力で大人の体格となっている。スーツカラーはホワイト。
当初はキバレンジャーの正体は秘密になっており、第29話までは声で正体がばれないように変身後は白虎真剣がコウの代わりにしゃべっていた。この時点で正体を知っていたのは道士・嘉挧だけだった。第21話のみ、亮を除く4人と一緒に名乗ったことがある。正体がバレた後では一度も名乗っていないため、本人の声で名乗ったことがない。名乗りの言い回しは「吼新星・キバレンジャー」。
音を操る気力技を得意とし、俊敏な動きで戦う。実力が未知数のため、数値データは不明となっている。
- 前作のドラゴンレンジャー同様、5人との差別化からアーマーを装着しているが、丸い卵形のマスクや飾りの少ないグローブやブーツ、繊維製の身体にフィットするスーツなど5人の基本路線を踏襲したものとなっている。

### ダイ族の協力者
ダイ族はダオス帝国を形成する3つの部族の1つであり、大自然の力「気力」を使うことができる。
ダイレンジャー以外で、彼らが普段どのように暮らしているかなどの描写は少ない。気伝獣と呼ばれる生命体の精製方法を秘伝として会得している。ゴーマ族も含め、一部の登場人物の名称は『三国志』の登場人物から採られている。
以下、ダオス帝国滅亡の時代を経験している純粋なダイ族を挙げる。
道士・嘉挧（）
ゴーマ族の復活に備え、気力の強い5人の若者をダイレンジャーとしてスカウトした人物。自身も気力の達人であり、その力量は転身した5人が束になっても敵わないほど。
冷静沈着で厳格な人物ながらもダイレンジャーの良き指導者。東京駅の地下にある空間で生活しており、座禅を組むことでゴーマの様子を感知。リンのおじでもあり、彼女からは「おじさま」とも呼ばれることもある。
ゴーマ族にも一目置かれている存在だが、実はゴーマ族王家の血を引くゴーマ族参謀長であり、世界征服に反対する穏健派に属していたが、強硬派と対立・離反していた。
シャダムに奪われた白虎真剣の奪還と2度目の休戦協定を兼ねた交渉の見返りにダイレンジャー解散という公約を果たすため、彼らの変身アイテムと天宝来来の玉を没収した上でゴーマに身を投じるが、シャダムとの皇位継承を賭けた戦いの最中、自らの力を強化するために設けた気力の塔と妖力の塔を破壊されたことで力を失い敗北。自力で転身能力を取り戻し、ゴーマ宮に乗り込んできたダイレンジャーに看取られながら死亡した。
最終回では幻影状態でシャダムと戦うダイレンジャーの前に現れ、直ちに戦闘を中止してゴーマ宮から逃げるよう警告しつつ、「気力と妖力の戦いは終わらない」ことを告げた。そして、ダイレンジャー解散直後に亮は嘉挧の幻影を見つつ、50年後にその言葉の意味を理解する。
- 名前の由来は『三国志』に登場する策士・賈詡。ゴーマ参謀長時の鎧のデザインはマイケル原腸が担当した。なお挧という字は1978年のJIS基本漢字制定により発生した幽霊文字である。

亀夫（） / 超気伝獣ダイムゲン
第22話から登場。ダイレンジャー7人目の戦士。絵本作家志望の青年。
のんびり屋で名古屋弁でしゃべる。知の隠れた優しさを知ってからは彼を慕うようになる。
ある出来事がきっかけでダイレンジャーに関わるようになるが、実は争いを嫌う超気伝獣ダイムゲンが、人（シュラ族）の姿へと変化し転生を繰り返した姿だった。人間の姿になって暮らし、自分が超気伝獣であることをすっかり忘れてしまった。
自身の天宝来来の玉と同化することで本来の姿になる。超気伝獣として再び覚醒する前兆として、自分の正体に気付かないまま天宝来来の玉に触れ、不完全に変身して小さなカメ（アカミミガメ）の姿に戻ってしまうこともあったが、自身の正体に気付いた後は波乱の前兆を感じ取ると亀の姿になるようになった。亀やダイムゲンの姿でも普通に会話が可能。第47話で知に散髪されている際に小さな亀になったものの、次の回では人間時の姿で幻影として現れ、知を激励。巨大ザイドス戦では亀の姿のままダイムゲンに変身した。最終決戦では人間の姿に戻っており、コウと共にゴーマ宮に向かうが、等身大戦ゆえに自身は戦闘には参加しなかった。
地球に飛来した超巨大龍が大神龍という名前だと知っていた理由に関して、嘉挧は「ダイムゲンゆえに分かったのだろう」と推測した。

老道士・虞翻（）
第13話から登場。リンの父方の祖母の弟（大叔父）で、リンには「おじいちゃん」と呼ばれている。嘉挧が「先生」と呼ぶ存在である。
大陸古典拳法の達人だが戦いに直接参加することは無い。首をカクカクさせる癖がある天才的な発明家（本人は「趣味」と言っている）で、オーラチェンジャーやダイレンジャーの基本武器や大輪剣・気力バズーカも全て彼の発明品。また亀夫の正体がダイムゲンだと看破するなど洞察力にも長けている。
小喬という20歳の婚約者がおり、歌舞伎小僧に捕らわれた彼女の救出と白虎真剣を新戦士に託す目的で日本にやって来た。
- 名前の由来は三国志に登場する呉の重臣・虞翻。

白虎真剣（）
第14話から登場。キバレンジャーの証にして意思を有する剣。通称は白虎。
虞翻の婚約者の小喬に預けられていたが、小喬と共に歌舞伎小僧に飲み込まれたままの状態で来日。歌舞伎小僧との戦いが終わった後、虞翻の手で、とある寺院の岩石に突き刺され、キバレンジャーになる者を待ち続け、第17話において、キバレンジャーの資格を持つコウを感じ取ったことから、彼にテレパシーを送って引き抜かせた。
柄頭の白虎の飾りから会話を行い、べらんめえ口調で喋る短気な性格。コウの相棒になって以降は、軍師とお目付け役も担っている。気力で飛行することも可能だが、コウの服に隠れて行動することが多い。キバレンジャーの正体を同じダイレンジャーにも秘密にしていたころは白虎真剣がキバレンジャーの声も務めていた。
コウが誕生日にゴーマになる前に、体内のゴーマの血を打ち消す能力も持っており、コウの母が行う儀式に使われたが、大神龍の二度目の襲来での戦闘中に、リンとコウの母を救おうと飛び出した時にシャダムに捕まり、ゴーマ宮に出向いた嘉挧に返却され、儀式も済ませられたが、その交換条件として嘉挧はダイレンジャーの正式解散とゴーマへの帰還を余儀なくされる。

クジャク
第9話から登場。孔雀明王の化身。宿敵でもあったガラの罠により鏡化粧師の体内に6,000年間幽閉されていた。孔雀に姿を変える能力を持ち、戦闘時には2本の短剣孔雀剣と羽手裏剣を武器とする。孔雀に姿を変え炎を纏って相手に突進する技秘伝孔雀扇（）や時間を操る時間変化（）を使う。
現世に蘇った当初はゴーマへの復讐心に満ちていたが、後に大五の愛で本来の優しさを取り戻した。しかし、現代社会の汚れた大気が次第に彼女の命を蝕んでいったため、それを癒すただ一つの方法である聖なる孔雀の涙を捜し求めるが、ようやく見つけ出した孔雀の涙は人類の免疫力をも奪ってしまうという副作用を持っていた。そこでクジャクは自己犠牲のような形で孔雀の涙を使ってガラの顔の傷を治し、自らは命尽きて天上界に昇天し、後に孔雀明王となる。大五は彼女のシンボルともいえる一枚の孔雀の羽根を手に入れ、それを昇天後も大事に持ち続けていた。
ガラとは幼馴染の間柄で、彼女が負った顔の傷を治すために孔雀明王の元へ修行に行ったが、皮肉にもそれが両者の間に溝を生む結果となってしまった。第47話で再び羽根を通じて、大五に接しかけ、第48話でも幻影姿で大五を励ますが、第49話では天上界で共に暮らしている本当のガラと現れ、泥人形のガラが崩れた後、大五とリンに別れを告げ、残ったシャダムを倒して戦いを早く終わらせなければ地球は巨大な力（大神龍）に滅ぼされると言い残し去っていく。
- デザインはマイケル原腸が担当した。背中の羽根を閉じた状態のデザインがなかったため、衣装は常時羽根を開いた状態であった。

コウの母
本名は不明。ダイ族の血を引く女性で、ゴーマ族の夫との間に双子の兄弟を儲けており、そのうちの弟がコウである。ゴーマでは双子は忌み嫌われる存在であるため、出産と同時に弟のコウを連れて失踪したが、その際に兄（阿古丸）を連れて行けなかったことを悔やんでおり、後に再会してからも負い目から母と名乗れずにいた。気力により自らの姿を映し出して相手とコンタクトできる。阿古丸によって捕らえられていた。
コウの血の危険性に気付き、4歳の時に白虎の焼印を腕に押し、ゴーマの血を封印。従兄弟夫婦にコウを預け姿を晦ました。終盤にシャダムとは夫婦である関係が明かされ、キバレンジャーがコウであることを知っていた道士・嘉挧でさえその存在を知らなかった。
洞窟でコウのゴーマの血を消す儀式を済ませた後、落石によって致命傷を負い、助けようとするコウに「お前はキバレンジャーとして人々のために頑張らなければならない!」と叱咤激励し、最後の親子の愛の形を示して突き放した。そのコウと入れ替わる形で来た阿古丸と最期を遂げた後も、第48話で幻影で現れ、コウの母親代わりのリンを励ました。

## ダイレンジャーの装備・戦力

### 共通装備
オーラチェンジャー
ダイレンジャーの初期メンバー5人が両腕に装備している変身ブレスで、右腕用のオーラギャザーと左腕用のオーラスプレッダーで構成されている。オーラスプレッダーは通信機能も備えている。「気力転身! オーラチェンジャー」の発声と共に、オーラギャザーを変形させて銀色の円形パーツの付いたキーを展開し、垂直に立てたオーラスプレッダーに挿し込んで、オーラギャザーで集中・凝縮した気力をオーラスプレッダーでスパークさせて放出すると、空中の金属イオンが固定化されてダイレンスーツが形成、転身する。発声については「気力転身」とされる他、初変身など一部話数では1人ずつ「気」「力」「転」「身」「了」と発声し、続けて亮が「オーラチェンジャー」と発声することもあった。
ダイレンスーツ
拳法着をイメージしたダイレンジャーの強化スーツ。スーツ本体はダイファイバー製、マスクはダイメタル製で、それぞれの気伝獣の頭部がモチーフである。ミサイルや機関銃などの衝撃を吸収でき、気力のエネルギーで装着者の体力を常人の8 - 10倍に増加させる機能を持つが、装着者の気力が弱くなると防御力が低下してしまう。
スパークした気力には装着者に対応したカラーがあり、各戦士のスーツのカラーリングはこれが影響している。決定稿ではマスク部ゴーグルのすぐ上の目に当たる空洞部分に目玉のデザインが描かれていたが、本編スーツでは、各人カラーと同じ色で塗りつぶされている。
スターソード
初期メンバー用の基本武器。左腰のホルスターにさしている長剣。刀身に気を集中させることで、強固な装甲をも切り裂くことができる。ダイバスターの銃身・スーパー気力バズーカのエネルギーユニットとなる。気伝獣を召喚する際には、気力と天宝来来の玉のエネルギーを伝えるための発信機としても用いられる。
スターカッター
初期メンバー用の基本武器。右腰のホルスターにさしている短剣。気力により超振動する刃は、分厚い鉄鋼製の楯も貫く。ダイバスターとスーパー気力バズーカの銃座となる。
ダイバスター
スターソードとスターカッターを合体させた強力銃。ダイレンジャーの気力を気砲弾に変えて発射するほか、連射も可能。そのため、撃ちすぎると使用者が弱ってしまうという欠点もある。厚さ5メートルの城壁を貫き、100人の人間を20メートル先へ弾き飛ばす威力。気伝獣に乗り込むための光のロープも発射。
ダイレンロッド
初期メンバー用の基本武器の伸縮自在のスティック。先端にヤイバーと呼ばれる拡張アタッチメントをつなぐことで、攻撃力を強化できる。ヤイバーの種類は5人それぞれ異なり、ヤイバーを装着したダイレンロッドは個人武器にも変化可能。気力ボンバーの際、敵を閉じ込める檻として使われることもある。
双竜剣（）
ダイレンロッドが変化したリュウレンジャーの個人武器で二本一組の諸刃剣。山すら砕くという伝説の剣・破山剣に匹敵する切れ味。
獅子棍棒（）
ダイレンロッドが変化したシシレンジャーの個人武器の棒状の武器。突きの一撃で鉄柱を曲げ、高速回転させて攻撃を防ぐことも可能。
ダイレンロッドよりも小ぶりであり、より素早いアクションが可能となっている。
天馬ヌンチャク（）
ダイレンロッドが変形したテンマレンジャーの個人武器で2組のヌンチャク。上から打ち下ろすと当たったものが地面にめり込む。
- シリーズで初めて2本のヌンチャクを同時使用するアクションが行われた。

麒麟九節鞭（）
ダイレンロッドが変化したキリンレンジャーの個人武器で九つの鉄の節。ひとなぎで壁に大穴を開ける。ロープ状に変形させることも可能。
- 造形物は金属製のものとロープ製のものが存在し、扱いが難しいとされる。

槍鳳凰（）
ダイレンロッドが変化したホウオウレンジャーの個人武器で中国風の槍。厚さ5センチメートルの鋼鉄製の鎧3個分も貫く。高速回転させて突風を起こせる。
大輪剣（）
虞翻が製作した、初期メンバー用の基本武器の円形のカッター。ブーメランのように投擲して使用することも可能で、ダイレンロッド同様にヤイバーにも対応している。各自二刀ずつ所持しているため、二刀流も可能。第13話で来日した虞翻が包丁として使用し、次の第14話からダイレンジャーに配備された。
大輪剣でのアクションには太極拳の動きが取り入れられている。
天宝来来の玉（）
第6話から登場する気伝獣の力を宿した球形の宝玉。気伝獣の招来やスーパー気力バズーカの弾丸に使用する。光線を発射することも可能。亀夫の場合は亀の甲羅のような形状で、ダイムゲンに変身するためにも用いる。
最終決戦でこれを使った後述する天宝来来の玉のビーム使用後には、幻影の嘉挧から戦闘を止めるよう告げられた後、持ち主全員の元から去って空に吸い込まれてへ消えてしまったが、50年後に復活したゴーマとの戦いが再び始まった時、5人のそれぞれの孫の元に戻ってきた。

### ヤイバー
初期メンバー用の刃型アタッチメント。そのままでも使用可能だが、ダイレンロッドや大輪剣に接続することで真価を発揮する。
戟（）
リュウレンジャーのヤイバー。大振りの青龍刀の刃の形。鋼鉄の鎧も切り裂く。
叉（）
シシレンジャーのヤイバー。二又に分かれた部位で敵の攻撃を受け止め、さらに攻撃に転じる。200キログラムの巨漢を放り投げることができる。
鉋（）
テンマレンジャーのヤイバー。分厚い壁を一撃で削り取る。
矛（）
キリンレンジャーのヤイバー。鋭く尖った刃の一突きで、鋼鉄製の瓦50枚を貫く。
錐（）
ホウオウレンジャーのヤイバー。一撃で巨岩を粉砕する。劇場版ではヤイバーのみを投げ、人間体の再生口紅歌姫の歌声を停止した。

### 個人技
リュウレンジャー
炎上破（）
掌から高熱火炎を放射する。威力では稲妻炎上破に劣るが、出しやすさによる使い勝手の良さでは優れている。最終決戦では近衛隊長Bを倒した。
天火星・稲妻炎上破（）
気力による超高熱火炎と落雷で敵を攻撃し、交差させたスターソードとスターカッターからの超高熱火炎で敵をさらに攻撃する。
天火星・稲妻火炎破（）
稲妻炎上破の強化版。
気力遠隔斬り（）
精神を集中させ、気力で離れたところから剣を操って敵を攻撃する。
天火星秘技・流星閃光（）
激しい特訓の末に覚えた秘技で、超高速で無数の突きを一点に打ち込む。あらゆる衝撃を吸収する壺道人に対し、衝撃を吸収される前に次の打撃を連続で打ち込むことで吸収する間を与えずに倒した。
天火星・稲妻シュート（）
ゴーマ3ちゃんズとのサッカーで見せた技。右足先に気力を集中してボールを蹴る必殺シュート。
天火星・稲妻斬り（）
ゴーマ3ちゃんズとの野球試合で見せた技。神風大将の魔球・ブーメランボールを打ち返した。

シシレンジャー
天幻星・霧隠れ（）
手先から霧を放射した後に放つ幻影攻撃。作中にて使用された幻影は、敵を轢く幻総武線（第2話）、開くと爆発する幻ドア（第4話）、偽のサッカーゴールの幻ゴール（第15話）、砲撃攻撃の幻戦車（第34話）、クジャクが自転車で轢く幻クジャク（第36話）、敵を轢く幻山手線（第47話）、射撃攻撃の幻戦闘機（第50話）、鍵道化師がスクーターで突撃する幻鍵道化師（劇場版）。
コピー女帝が生み出した2人のコピーシシレンジャーはコピー女帝が自転車で轢く幻コピー女帝を使用した。
獅子拳・無明無心（）
心を無にして敵の動きを読み、攻撃に逆らわずに闘う技。サクラ子爵の攻撃をかわした。
天幻星ロッドアロー（）
ヤイバーを付けたロッドに霧の中に存在する気を集中させて投げつける。
ダイレンロッド孔雀斬り（）
ダイレンロッドとスターソードに気力を集中して、敵を切り裂く。サクラ子爵に使用。
天幻星・二刀斬り（）
スターソードとスターカッターによる二刀流剣技。ハニワ腹話術師に使用。
天幻星・ゴーストランナー（）
ゴーマ3ちゃんズとの野球試合で見せた技。自分の幻をたくさん作り出して敵を撹乱する。

テンマレンジャー
天重星・重力逆転破（）
重力を操って相手を宙に浮かせたり、逆に押しつぶしたりする。
天重星・最大重力破（）
重力逆転破の強化版。リュウレンジャーの天火星・稲妻火炎破との連携攻撃で鳥カゴ風来坊を攻撃している。
天重星・回転蹴り（）
目にも留まらぬ速さで回転蹴りを放ち、敵を攻撃する連続キック。
天馬回転蹴り（）
きりもみ回転キック。3回連続で決める天馬スーパー回転蹴り（）、回転数を高めて1秒間に10発のキックを浴びせる天馬高速回転蹴り（）もある。
天重星・重力回転落とし（）
回転蹴りを3回放った直後に、かかと落としを放つ技。最終決戦でキリンレンジャーの天時星・大輪シュートを受けた直後の近衛隊長Aに放って倒した。
ダンク返し（）
再生ガマグチ法師が投げつけたガマダンクをダイレンロッドで打ち返した技。

キリンレンジャー
天時星・時間返し（）
時間を巻き戻す気力技。戻せるのは10 - 20秒程度。主に攻撃を受けた後に使用し、攻撃を受ける前の時間に戻り、こちらから攻撃を行うのに用いた。劇中で使用されたのは、第2話、第15話、劇場版の3回のみ。
急性二日酔い頭痛拳（）
麒麟ひょうたんの中に入っている気力酒を敵に飲ませて悪酔いさせてから攻撃する技。ひょうたん自体を投げて攻撃することも可能。豆腐仙人に使用。
天時星・頭痛正拳突き（）
気力を集中して、籠手のような形状にした巨大化させた両拳から放つパンチ。豆腐仙人戦では急性二日酔い頭痛拳とのコンボで使用し、コピー女帝戦では麒麟爆弾パンチとして用いた。
頭突き落とし（）
ジャンプして、急降下で決める必殺頭突き。鏡化粧師の巨大な鏡を割った。
麒麟拳ロッドアロー（）
ヤイバーを付けたダイレンロッドに気を集中させて勢いよく気力を発射し、爆破させる。
天時星・スロー映像（）
ゴーマ3ちゃんズとの野球試合で見せた技。ゴーグルが黄色く光り、素早く動く物をスローで見る。
天時星・大輪シュート（）
矛を取り付けた大輪剣を射出する単独での大輪剣・気力シュート。最終決戦で近衛隊長Aに対して使用した。

ホウオウレンジャー
天風星・一文字竜巻（）
気力を左手から放ち、複数の竜巻を巻き起こす。転身前でも使える。
大輪剣旋風斬り（）
大輪剣を高速回転させて何度も斬りつける。歌舞伎小僧に使用。
一文字プレス（）
ジャンプして敵の頭上に落下し、そのまま体を押しつぶす。

### キバレンジャーの専用装備・技
キバチェンジャー
キバレンジャー専用の変身ブレスで、キーホルダー型のキバエンブレムと左腕に装備しているブレス型のキバスプレッダーで構成されている。「気力転身! キバチェンジャー」の発声と共に右手に持ったキバエンブレムを胸にかざしたキバスプレッダーに挿して、転身する。
白虎真剣（）
キバレンジャーの相棒の剣でキバレンジャーの姿においては左腰のホルダーで携行。スターソードに匹敵する切れ味に加え、気力で空も飛べる。スターソード同様に気伝招来において、天宝来来の玉の気力を気伝獣に送るアンテナにもなる。コウ不在の際はリュウレンジャーが使用した。
キバテクター
キバレンジャーの胸部・両腕脚を覆う気伝剛金製のプロテクター。キバレンジャーはもともと少ない気力をほとんど攻撃力に向けているためにスーツの防御力が弱く、それを補っている。胸のメダル部分は大自然から気力を吸収する働きも持っている。
吼新星・乱れやまびこ（）
白虎真剣の口から、あらゆる音を増幅・反響させて敵の脳を攻撃する破壊音波。白虎真剣の「吼新星・乱れやまびこ」とキバレンジャーの「レッツゴー・やまびこ〇〇」で発動。劇中では、ハードロックの音楽で苦しめるやまびこバンド（第18話でのイヤリング官女戦）、銃声で苦しめるやまびこ警官隊（第20話でのシャダム戦）を使用。
牙突進（）
敵の一瞬の隙を衝き、白虎真剣を構えて跳びかかる。
白虎一閃（）
白虎真剣の動きとキバレンジャーの動きを合わせ、猛スピードで敵に近づいて斬りつける。
吼新星・やまびこヒット（）
ゴーマ3ちゃんズとの野球試合で見せた技。バントに見せかけて相手を油断させ、「カキーン!」という音の気力で特大ヒットにする。リュウレンジャーの代打に立ったときに使用した。

### 合体技・必殺技
気力ボンバー（）
第2話から使用。5人で放った気力を変換した光弾気功弾を空中で1つにして攻撃する。気功弾自体は単独でも使用可能だが、決め技として5人全員が使い、これを受けたほとんどのゴーマ怪人は致命傷に近いダメージを受ける。しかし、ノコギリ大僧正や、早口旅ガラスなどといった強敵相手には、跳ね返されることもあった。
大輪剣・気力シュート（）
第14話から使用。5人が大輪剣に気力を込め、一斉に飛ばす。単独での使用も可能。
スーパー気力バズーカ（）
第29話から登場。龍を模したバズーカ砲。虞翻が日本に持ち込んで開発した。使用するためには、ダイレンジャー初期メンバーの天宝来来の玉・スターソード・全員分のスターカッターを本体にセットする必要がある。後部右側面上部の挿入口にホウオウレンジャーが弾丸に変化した天宝来来の玉を挿入→後部右側面下部の装填用レバーをシシレンジャーが動かして弾丸を装填→後部のセーフティロック用レバーをテンマレンジャーが引っ張って解除→中央部分にキリンレンジャーがスターソードを接続→射手担当のリュウレンジャーの「スーパー気力バズーカ」と全員の「ファイヤー」の掛け声と共に発射し、発射された天宝来来の玉は1つのエネルギー弾となる。その威力は厚さ10メートルの城壁を一撃で粉砕する。
第30話の早口旅ガラス戦では未完成だったために気力バズーカと呼ばれる不完全なもので発射時の反動も大きかったが、それでも強力な威力を見せた。その次の回の第31話でキバレンジャーと亀夫の2人の天宝来来の玉のパワーが注がれたことで、スーパー気力バズーカとして完全な形となった。知に付けられた呪いの面を破壊するためにも用いられ、その際にはホウオウレンジャーがスターソードのセットを行った。
鏡閃光返し（）
5人が敵を取り囲み、鏡を構えて攻撃する技。鏡化粧師の鏡妖力破をはね返した。
リニア拳・中央新幹線（）
第11話で使用。体に磁力を帯びた状態で使用した技。テンマレンジャーが縦一列に並んだ仲間4人に飛び込み、それにより生じた反発力で超高速で突撃し、両手でパンチを打ち込む。磁石神父の磁力を浴びてしまった際、テンマレンジャーの機転で行い、磁石神父を倒した。
麒麟爆弾パンチ（）
仲間4人が組んだダイレンロッドを踏み台にしてジャンプしたキリンレンジャーが頭痛正拳突きを放つ。コピー女帝を倒した。
気力アタック（）
仲間4人が組んだダイレンロッドを踏み台にしてジャンプしたリュウレンジャーが空中前転から放つキック。第35話でのジン戦で使用した。
気・集・中
リュウレンジャーとテンマレンジャーとキリンレンジャーの3人がゴーマ宮内の扉をこじ開けるために使用した合同技。
天宝来来の玉の合体ビーム
亀夫以外のメンバーの天宝来来の玉から放つ光線技。ゴーマ十六世となったシャダムの持つ大地動転の玉に対抗するために使用した。一度目に使用した時には、それまでの攻撃を寄せ付けなかったシャダムに大きなダメージを与え、二回目の使用では、シャダムの放った大地動転の玉から放たれるおびただしい量の妖力のビームと、6人の放った大自然から集めた絶大な気力のビームのぶつかり合いによって生じたエネルギー放出は凄まじく、ゴーマ宮の天井を突き破り、両者ともその余波で跳ね飛ばされたが、その直後に現れた幻影の嘉挧から「気力と妖力の戦いは永久に続く」と告げられた後に、亀夫を含む全員の天宝来来の玉も、大地動転の玉もそれぞれの持ち主の元から離れて天空へ消え去り、全員の転身もシャダムのゴーマ十六世変身も解かれた。

### 活動拠点・メカニック
ダイレンジャー本部
自然のエネルギーである気が日本で最も集まる場所といわれている東京駅の地下にある、嘉挧の居にしてダイレンジャーが集う場所。内部には強い気力が集中している。修行用設備があり、ダイレンジャーはここで鍛錬や禅を組んで気力を高める。遠方のゴーマ宮へ一足飛びに向かうことが出来る秘密の通路もある。
第45話にて、嘉挧が独断で閉鎖して以降は基地として使用されなかった。しかし、第48話でザイドスを葬った後、亀夫（ダイムゲン）がこの秘密通路を見つけだし、全員が後述する残されたキバーマシーンに乗って嘉挧の後を追った。
最終回では50年後のダイレンジャー同窓会の会場として使用された。
キバーマシーン
メンバー5人それぞれに配備された馬型のバイクで、フロントカウル部上部装飾が各人の伝説獣＝気伝獣を模したものとなり、劇中では「キバー号」と呼称している。周囲の気を取り入れ、エネルギーに変換して走行し、どんな悪路でも最高時速300キロメートルで走破し、20メートルの高さまでジャンプ可能。気砲弾を発射する銃口を装備。転身前にも使用する他、普通のバイクに変化することも可能。各々の名称は「色名＋キバー＋○号」となる。製作者は不明。
オープニングの各メンバー紹介の時のアップで映る時と、エンディングには毎回登場するが、劇中での使用回数はそう多くはなく、ダイレンジャー本部が閉鎖された際、このマシンのみが残されており、第48話で嘉挧の元に向かう際に使用したのが最後となった。

### 気伝獣
大自然の意志と気力が固まって生まれた気伝合金製の意思を持つ巨大な無機生命体。読みは「きでんじゅう」。いずれも中国の伝説上の動物をモチーフにしている。
その生誕には、風水の見地に基づき、地水火風あるいは宇宙などの気の流れが貯まる場所に、強い気力の持ち主が気力を発し、天宝来来の玉を力の集まるポイントに投げ込むことによって誕生する。
ダイレンジャーの「気伝招来（）」の合図と天宝来来の玉の力で召喚される。
操縦席も備えており、ダイレンジャー各員が水晶球に手を当てて気力を送ることで操縦され、力を高める。ただし、操縦には膨大な気力が必要とされるため、天宝来来の玉を持たない場合は負担が大きい。
一部の気伝獣は「武人変化（）」の合図で人型の気伝武人（）に変形する。
気伝獣 龍星王（） / 気伝武人 龍星王
リュウレンジャーの気伝獣。「龍星王・武人変化」の合図で気伝武人に変形する。気伝武人形態時はシシレンジャーたちも乗り込み、5人で操縦を行うことも可能。人型のデザインは孫悟空がモチーフ。第1話から登場したが、気伝武人形態は第2話からの登場。
気伝獣形態では火や雷を操り、口から高熱の大火炎を放射。
気伝武人形態では長棒の飛龍棍（）を使用し、その飛龍棍を手首ごと回転させて作り出した赤い花吹雪で相手を錯乱する飛龍棍大風車（）から突進して、横一文字に叩き斬る大風車斬り（）を必殺技としている。中国拳法をベースとしたキック技などの格闘技も得意で、龍星キック（）、飛龍棍を軸にした回転蹴りの龍星風車蹴り（）、素早い飛び蹴りを連発する龍星蹴り（）を放つ。連続チョップ技の龍星手刀（）も使用。リュウレンジャーの動きをトレースすることも可能。
大連王の顔・胴体・腕を構成する。
5人が天宝来来の玉を手にするまでは、嘉挧も基地から気力を送っていたが、その際にかかる負担は大きいものがあった。残り4体の気伝獣が復活した後、嘉挧の力を必要とせずとも動けるようになる。
- コンセプトは長い龍が胴体をたたむことでロボットになる、というもので、体を長く見せられる一番簡単な変形として、両脚を広げるものとなった。
- 気伝獣のミニチュアはモーター可動ギミックを内蔵しており、操演との併用で龍の動きを表現している。監督の小林義明はこのシーンを気に入り、当初の予定を変更してオープニングのトップに龍星王の映像を用いた。気伝武人もジャンプなどのアクションでは関節可動式のミニチュアを用いている。手首が回るようにモーターを人形に付けて気伝飛龍棍が回るようにしている。特撮監督の佛田洋によれば、これはアクション監督の竹田道弘が前任の山岡淳二と異なる表現を求めて要望したものだという。
- 玩具商品としても「五星合体DX龍星王」として、他の気伝獣（「五星合体DX天空気殿」）よりいち早く先行販売され、後に「DX五星合体大連王」としてセット発売された。

気伝獣 星獅子（）
シシレンジャーの気伝獣。
幻覚攻撃の大蜃気楼（）を使用。その効果により、口紅歌姫戦では、幻シャダムを召喚した。
大連王の胸・兜・両腕・袴、牙大王の肩と背中のアーマー、天空気殿の前部を構成。
星天馬、星麒麟、星鳳凰と共に第6話から登場。
気伝獣 星天馬（）
テンマレンジャーの気伝獣。
重力を自在に操る技大重力（）を使用。
大連王・牙大王の右足、天空気殿の右横部を構成。
気伝獣 星麒麟（）
キリンレンジャーの気伝獣。
時間を自由に操る技大時間（）を使用。その効果により、口紅歌姫戦では、攻撃を巻き戻して無効化した。
口からは気力を変換した破壊エネルギーを発射する。
大連王・牙大王の左足、天空気殿の左横部を構成。
気伝獣 星鳳凰（）
ホウオウレンジャーの気伝獣。
竜巻技大旋風（）を使用。
大連王の袴（腰部）、牙大王の飛翔剣、天空気殿の後部を構成。
第6話で初登場したが、第5話でイメージのみながらも登場している。

気伝獣ウォンタイガー / 気伝武人ウォンタイガー
キバレンジャーの気伝獣。「ウォンタイガー・武人変化」の合図で気伝武人への変形能力を持つ。コックピットには龍星王同様に5人分の水晶球が配置されているが、龍星王とは異なり終始キバレンジャーが単独で操縦を担当。第22話において、ダイレンジャー5人と嘉挧が力を合わせたことにより、五丈平で誕生した。
気伝獣形態では口から大音響の吠え声によって発生する衝撃波を放射する攻撃の吼新星大咆吼（）を使用。気伝武人龍星王を乗せての連携攻撃も展開。
気伝武人形態では変形前の尻尾に当たる片刃剣黄金剣（）を武器とし、キバレンジャーの動きをトレースしてのタイガーパンチとタイガーキックも使用。気力技はコックピット背面に備え付けられた気伝宝珠を用いて胸部の気伝宝珠を変えて放つ虎の子大秘術で、設定のみのものも含め、七曜になぞらえる形で以下の7種類が存在する。
- 「日」：強力な光を放つ。
- 「月」：カッタービームを発射。
- 「水」：強烈な水流を放出。
- 「木」：木霊を利用したショックウェーブ。
- 「金」：金属物質を生成して攻撃。
- 「土」：咆哮により地震と地割れを発生させる。
- 「火」：虎の子大秘術 火炎玉として、作中で唯一使用された。火山のマグマを地面から噴き上げた灼熱地獄と、胸部の口からの無数の火球で敵を焼き尽くす。

牙大王の頭部・胴体・両腕を構成。合体時には後頭部が展開して、ウォンタイガーの顔を覆う。
キバレンジャーが消息を絶っている間の第40話ではキバレンジャーによる召喚無しで参戦し、重甲気殿の内部に収容している。
- 玩具「DXウォンタイガー」は、前作『恐竜戦隊ジュウレンジャー』の「DXドラゴンシーザー」と同じく音声・発光ギミックを搭載しているが、同商品では音声合成ICを搭載しており、劇中に近い音声を再現している。

超気伝獣ダイムゲン / 超気伝武人ダイムゲン
亀夫が天宝来来の玉で気力転身した姿であると同時に本来の姿である亀型超気伝獣で、気伝獣以前に生まれた生命体であり、「最も古い気伝獣」であり、最強の気伝獣でもある。「ダイムゲン・超武人変化」の合図で人型の超気伝武人に変形する。第31話から登場。
超気伝獣形態の武器は側面に一門ずつ備えつけられた大気力キャノン。体内の大型気力炉で側面から吸収した気力をプラズマエネルギーに変換する。超金属のボディはどんな攻撃をもはね返し、龍星王を庇って大神龍の超巨体に踏みつけられた際にも、息も絶え絶えになりながらもボディには傷一つ付かなかったほどの硬度を有するが、ひっくり返ると起き上がれないという弱点もある。
超気伝武人形態の武器は両手の指先に備えた気力を拡散放射する計十門のムゲン砲。他の気伝武人を体内に格納し、自身の気力を補給する能力も持つ。第43話ではコウの母を自身の体内に保護するも、将児からツッコミを入れられた。
- 玩具「DX超気伝獣ダイムゲン」は、前作『ジュウレンジャー』の「キングブラキオン」と同じく音声・発光ギミックを搭載している。初期は頭部の角が取れやすかったため、後期生産分からは取り付け方が変更されている。

天空気殿（）
第6話から登場。星獅子、星天馬、星麒麟、星鳳凰が四星合体（）した空中移動要塞。筋斗雲がモチーフ。
気伝武人龍星王が騎乗して飛ぶこともできる。
必殺技は龍星王が天空気殿から飛び降りながら大風車斬りを決める天空大風車（）。
- 玩具では、前作『ジュウレンジャー』の大獣神と同様にばら売りが行われ、「五星合体DX大連王」の分割商品の「五星合体DX天空気殿」として、同時発売された。

### 巨大武人
大連王（）
第8話から登場。龍星王と天空気殿が五星合体（）した合体武人。気伝武人龍星王が天空気殿を鎧として纏う形で合体。胸部の円形部分にあるコクピットに全員が集結して操縦する。中国の鎧武者をモチーフとした風貌が特徴。5人の天宝来来の玉に亮の父と先代のダイ族の戦士たち4人の魂の気力が加わったことで誕生した。
武器は腰の鞘に収めた片刃剣の大王剣（）と飛龍棍に星鳳凰の尻尾を合体させた三つ又の長槍ダイジャベリン。
基本技は大王剣から電気エネルギーを放出させ、敵に奪われることを防ぐ大放電（）。剣から気力を集中させ竜巻を放射する大連王・一文字竜巻（）。霧を放出してから幻山手線で攻撃する大連王・幻霧隠れ。ダイジャベリンから突風を放って周囲の岩を飛ばす大連王・大旋風。
必殺技は全気力を集中して刀身が発光した大王剣で左上から右下に切り裂く、大王剣・疾風怒濤（）。使用時にはバックに水墨画が浮かび上がり、撃破後は大王剣を鞘に戻して佇む。
設定では動かすのに大自然に満ちた気のエネルギーとダイレンジャー全員の多くの気力を必要とするために、5人の気力消耗も激しく、短時間しか動かせない弱点を持つものの、その短時間の間に圧倒的なパワーを発揮して敵を倒すことで欠点をカバーしていた。
ゴーマとの戦いが終わり50年後にも5人の孫が操縦し、巨大化した新・ゴーマ怪人を倒している。

牙大王（）
第22話から登場。ウォンタイガーと天空気殿が新星合体（）した合体武人。大連王同様に天空気殿が気伝武人ウォンタイガーの鎧になる形で合体。操縦席のセンターはキバレンジャーが担当。気力の発生量に優れている。
武器・技は右腕に固定された星鳳凰が変形した飛翔剣（）。その飛翔剣を装着した状態でパンチを打ち込む飛翔剣打ちや左手に大量の気力を集中させて正拳突きを放つ大気力パンチを使用。
必殺技は胸の気伝宝珠から発した気力で飛翔剣を火の鳥に変えて敵を撃ち貫かせる飛翔剣・木端微塵（）。撃破後、飛翔剣に戻る。
登場は第35話までで、第4クールには未登場。
名前はウォンタイガーの漢字読み「王大牙」を逆さ読みにしたものが由来。
- 玩具では大連王の5体の気伝獣との一括ボックス販売が行われた。

重甲気殿（）
第31話から登場。龍星王、天空気殿、ウォンタイガー、ダイムゲンが七星合体（）した合体武人。超気伝獣ダイムゲンが気伝獣ウォンタイガーを甲羅内に格納し、その上に気伝武人龍星王を乗せた天空気殿が乗ることで完成。龍星王のコクピットに集結したダイレンジャー6人で操縦を行う。全気伝獣の気力を纏め、無限に近いパワーを引き出すことができる。
必殺技は飛龍棍をプロペラにして空高く飛翔した後、その重量を生かして上空1,000メートルの高さから落下して敵を圧殺する重甲気殿・大圧殺（）。合体四天王、イカヅチを倒した。巨大ザイドス戦では2回使用され、1戦目では致命傷には至らなかったが、ペシャンコ状態になった。2戦目では巨大化を解除させた上、泥人形の身体を維持できないほどのダメージを与えた。
- ザイドスが大圧殺によって潰されてペラペラになるシーンは、写真を大きくコピーして吊るしたものとなっている。

### スペック
| 名称                   | 全長   | 全幅       | 重量       | スピード          |
| ---------------------- | ------ | ---------- | ---------- | ----------------- |
| 龍星王                 | 82 m   |            | 102 t      | 飛行速度：マッハ3 |
| 星獅子                 | 21 m   | 47 t       | マッハ0.87 |                   |
| 星天馬                 | 24.5 m | 52 t       | マッハ0.9  |                   |
| 星麒麟                 | 24.5 m | 52 t       | マッハ0.95 |                   |
| 星鳳凰                 | 24 m   | 翼長：30 m | 35 t       | マッハ4           |
| 天空気殿               | 31 m   | 30 m       | 186 t      | マッハ1.4         |
| ウォンタイガー         | 48 m   |            | 150 t      | 185 km/h          |
| ダイムゲン             | 110 m  | 1,500 t    | 80 km/h    |                   |
| 名称                   | 全高   | 全高       | 重量       | 出力              |
| 大連王                 | 54 m   | 54 m       | 288 t      | 2,500万馬力       |
| 牙大王                 | 63 m   | 63 m       | 336 t      | 2,200万馬力       |
| 気伝武人・龍星王       | 34.5 m | 34.5 m     | 102 t      |                   |
| 気伝武人ウォンタイガー | 46.5 m | 46.5 m     | 150 t      |                   |
| 超気伝武人ダイムゲン   | 95 m   | 95 m       | 1,500 t    |                   |
| 重甲気殿               | 62.5 m | 62.5 m     | 1,788 t    |                   |

## ゴーマ族
6,000年の時を経てよみがえった中国奥地に栄えたダオス帝国を形成する3つの部族の1つ。邪神ゴーマを崇拝し、妖力を操ることができる。一族による帝国独裁を目論む強硬派と、それに反対する穏健派の他、ガラや張遼のようにダイ族からゴーマ族に寝返った者もいる。
強硬派と穏健派の対立を経た後、実権を握った強硬派が世界支配に乗り出したが、ダイ族の反抗によってダオス帝国滅亡と共に衰退し、滅亡。現代では中国奥地の森林の上空に浮かぶ逆ピラミッド型のゴーマ宮を根城とし、次々と怪人を送り込む。三つの球体状をした飛行物体を伴って現れることもあり、そのうちの1つはゴーマ15世が自身の第3の目を変化させたものだった。復活の際にはニードロブードロなる復活を祝う儀式を行う。また、当初シャダムたち3幹部は日本某所にある廃工場のような建築物を拠点としていた。
民族全体の指針はゴーマ皇帝と政治機関たる元老院が決定しており、シャダム中佐たち軍部はその統制下に組み込まれている。また皇族の血を引く者が皇位継承権を持ち、継承者が2人以上いれば、その者同士で対決し、勝者が次期皇帝となれる。即位の際には「大地動転の玉」が皇帝の証として受け継がれるが、正式な即位は前皇帝が引退してからでなければならない。
最終話でダイレンジャーの突入と大神龍の襲来によってゴーマ宮が崩壊するが、ゴーマ族自体は完全に根絶やしにされてはおらず、50年後に再び復活を果たした。この時、過去のダイレンジャーたちの子孫である5人の若者が新たなダイレンジャーとなり、ゴーマとの戦いが世代を超えて再開されるところで物語は終わっている。
各キャラクターの身長・体重などの設定はない。
- テレビ朝日プロデューサーの梶淳は、ゴーマのコンセプトについて外国人のフィルターを通したズレた日本と述べている[10]。
- 3幹部は当初は全員スキンヘッドであったが、女優もいたことから、帽子を被せることとなった[47]。

ゴーマ15世
第20話より登場。6,000年前からゴーマ族の全権を握る「ゴーマ」とも呼称される、ゴーマの支配者。ゴーマ皇帝の証である大地動転の玉を持っている。額に第3の目を持ち、それにより世界の全てを見ることができる。
性格は些か子供っぽく奇行が目立ち、政治には全く興味を示さない。その一方で冷酷かつ残忍な本性を併せ持ち、勘が鋭い一面を見せることもある。ゴーマの幹部たちが彼と対面する際には、素顔を見せることは禁止され、仮面で顔を隠すことが義務付けられている模様。
実は6,000年前の戦いで既に死んでおり、現在の彼はシャダムが泥人形に魂を吹き込んだものである。シャダムは何度か彼に調整を施していたが、気付くことは全くなかった。最後はその事実をシャダムに告げられ自分の正体に驚愕、死の間際に居合わせたダイレンジャーに助けを求めながら、泥人形に戻って崩れ去った。
- デザインは小林義明の要望によりオペラの衣装を参考にしている。ゴーマ怪人と共通の意匠である一ツ目が額にある。

シャダム中佐
ゴーマ強硬派の1人で3幹部のリーダー格。銀色の鉄仮面を装着することで戦闘形態に変身する。得意技は炎を操る火炎地獄（）。第30話では地獄の穴からの霊力で3幹部全員がパワーアップし、シャダムは巨大化爆弾なしで巨大化もした。また、手から妖力波を放ったり、手袋の爪状部分を伸ばして相手を絡め取ることも可能。皇位継承の戦いでは赤を基調とした甲冑を纏い、大剣と光の刃、口から繰り出す光線を使用。
皇帝の血を引いていることから、王位継承権を持っており、そのプライドの高さも手伝って、ゴーマの支配権を虎視眈々と狙っている。阿古丸とコウの父親でもあるが、親としての情はない。その非情さは、阿古丸に対しては、最終的には致命傷を負わせ、母を亡くして悲しみに打ちひしがれているコウをバカにしたような目で見つめたほどであり、嘉挧に「何も感じないのか」と問われて「何も感じない」と言い返した。そんな非情極まりない男だが、星獅子によって自分の幻を見せつけられた際は唖然とした一幕もある。
この戦いの黒幕でもあり、6,000年前の戦いで死亡したガラとザイドスとゴーマ15世を泥人形として蘇生させ、15世に忠誠を尽くすと見せかけ、正統な皇位継承の儀を受けた上でゴーマ皇帝の証である大地動転の玉を奪い自分がゴーマの支配権を握ろうと画策していた。
嘉挧との皇位継承の戦いに勝利したことで野心を露にしたシャダムは、15世を泥人形へと戻し、大地動転の玉の力で15世に酷似したゴーマ16世を僭称する。ダイレンジャーと戦いを繰り広げるが、嘉挧の魂が介入した直後、天宝来来の玉と大地動転の玉がどこかに消えてしまい、その影響で自身は元の姿へと戻ってしまう。それでもなお、支配者の座に拘ってしがみつこうとするが、嘉挧の仇打ちを果たすべく、ゴーマ宮に残った亮と取っ組み合いの末、自分が持ち出した短刀で逆に亮に刺されたのが致命傷となった途端、ガラたちと同様の泥人形である正体が明かされる。シャダムは自身まで泥人形だったことを全く知らなかったようで、最期はその正体に茫然とする亮の眼前で、助けを求めながら崩れ去った。その際、残骸の目玉が意味ありげに光っていたものの、彼を作ったのが何者であるのかは最後まで明かされることはなかった。
- 衣装はベルトを強調している。3幹部をレザー調の衣裳としたのはデザインを担当とした篠原保の趣向で、アクションには不向きだという意見も挙がったが、小林は気に入っていたという。ゴーマ十六世は十五世に沿って、顔の塗りでシャダムの雰囲気を表現している。
- シャダムを演じた西が刺されたシーンで実際に吐き出したのは泥ではなくチョコフレークである。

ガラ中佐
3幹部の一人。金色の鉄仮面を装着して戦闘状態に変身できる。ビーム鞭と光線を放つ柄に指を象ったハンドガードが付いたサーベルが武器で、得意技は手からの光弾・妖魔牙（）と風を操る突風地獄（）。巨大化爆弾が複数入ったトランクを持ち歩き、そこからゴーマ怪人を召喚できる。また、そのトランクの内側には遠くの様子を映すことができる。
高慢で非常にプライドが高いが、クジャクへの復讐に拘っているため、シャダムやザイドスと違って野心はあまりない。元々はダイ族でクジャクの幼なじみだったが、ある事故の際クジャクを庇って自らの顔に傷を負う。その後、クジャクはガラの傷を治すために孔雀明王の元へ修行に行ったが、ガラに黙って突然姿を消したために、ガラはクジャクに見捨てられたと誤解、頬の傷を消してもらえるならと自らゴーマへ魂を売り、寝返った。後にクジャクに頬の傷を消してもらったが、それでもすでに引き返せないところまで来てしまったことからゴーマに残り続けた。
シャダムが皇位継承の決闘に臨む際、ザイドスと共に外援として動き、気力の塔を破壊した。最終決戦ではシシレンジャーとホウオウレンジャーに追い詰められた際、とうの昔に天上界でクジャクと和解していた真のガラによって術を解かれ、大五とリンに「たとえ泥人形であろうと、私はお前たちを永遠に憎む!」と呪詛の言葉を言い放ちながら泥人形に戻って崩れ去り、その遺骸も消し飛ばされた。
- 衣装はファスナーを強調している。光のガラは仏教のような要素で描き、生き霊ガラ同様に東洋っぽい要素として梵字のようなものが描いてある。

ザイドス少佐
3幹部の一人。グレーの鉄仮面を装着して戦闘状態に変身が可能。怪力の持ち主であり、頭巾を取った頭部には火山を持っており、雷を操る落雷地獄（）や霊力で強化されたその上位技・霊力落雷波（）、口からの鬼火や頭部からの溶岩弾での攻撃も得意とする。重甲気殿大圧殺を受けながらも体がペラペラになった状態で一度は生き延びると、異常なまでのタフさを備える。普段所持している麻袋から、放り出すようにゴーマ怪人を召喚することもあった。
シャダムとガラより階級は下だが、2人との戦闘能力は、ほぼ互角。それでも2人に比べると頭は良くなく、些か思慮に欠けており、巨大化する際に爆弾の本体と蓋を間違えるなどやや間抜けな部分があるが、出世欲は強い。そのため、独自の部下を探しており、ゴーマ3ちゃんズや鳥カゴ風来坊といったゴーマに見捨てられた怪人を利用しようとしたり、魔拳士ジンを誕生させるといった行動を行う。ゴーマ3ちゃんズを捨て駒に使おうとしたり、自らの手駒として魔拳士ジンを誕生させ、彼を切り捨てた際には弱った状態を襲撃すると、頭が悪いわけではない狡猾さも見せている。シャダムに協力しているのも、彼が皇位継承権を持っているゆえである。
シャダムが皇位継承の決闘に臨む際、ガラと共に外援として動き、妖力の塔の破壊を担当。変身不能ながらも戦うダイレンジャーを退け、妖力の塔の破壊に成功。変身可能となったダイレンジャーとの巨大戦では、頭部の火山噴火で大連王とウォンタイガーを圧倒しかけるものの、加勢に来たダイムゲンによって、以前同様に重甲気殿大圧殺を受けて、等身大に戻ってしまう。それでもなお戦おうとするが、身体が正体である泥人形へと戻っていき、それに愕然とするダイレンジャー6人の前で最後まで自分の出世を気にしながら、完全に泥人形と化して崩れ去った。
- 衣装は紐を強調している。

阿古丸（）
第17話から登場。ゴーマ15世のお気に入りで、吹き戻し型の特殊な吹き矢と口から吐く火炎が武器。
シャダムの息子であるが両親の愛を受けずに育ったため、非常に捻くれた性格に育った。その出自から密かにシャダムたち3幹部を失脚させてゴーマの実権を握ろうと目論んでおり、コウに対しても異常なまでの敵意を向ける。彼をキバレンジャーだと見破り、捕らえていたコウの母をダシにコウをゴーマに引きずり込もうとしたり、コウの体内に流れていたゴーマの血が活性化しつつあるところにつけ込み、完全なゴーマの戦士にした姿を母親に見せつけ絶望させることに拘った。1度だけコウをゴーマに引きずり込むために女子小学生に変装したことがある。
誕生したウォンタイガーの攻撃による落石に巻き込まれ一度は絶命するも、ゴーマ15世の手によって霊界（地獄）から復活を遂げる。その時に連れてきたイカヅチが大神龍襲来の引き金となったことでシャダムに責任を問われ、さらに捕らえていたコウの母も救出されて、ゴーマから追放されてしまう。コウの母よりコウが自分の双子の弟であると告白され、最後はシャダムの攻撃で致命傷を負いつつも、洞窟でコウの妖力を封じる儀式を終えた直後落石に巻き込まれつつあったコウの母＝自分の母親の元に行き、そこで初めて安らぎを得つつ運命を共にした。
- 衣装はボタンを強調している。
- 第19話の脚本を担当した荒川稔久は、第13話・第14話以降は面白ければ何をやってもオーケーという流れになったため、阿古丸が女子に化けるという展開にしたと述べている。

田豊将軍（）
第17話から登場。ゴーマ15世を補佐する元老院の重要人物で、阿古丸の後見人。シャダムと指揮権を争うも、結果的に敗れ前線から退いた。第48話で、ゴーマ15世が泥人形であることを見てしまったためにシャダムに殺害されたうえ、反逆者の汚名まで着せられた。
- 名前の由来は『三国志』に登場する策士・田豊。

### ゴーマ怪人
ゴーマの破壊活動の尖兵となる、ゴーマ族の精鋭たち。独自の拳法を会得した使い手が多く、ゴーマ族が何らかの事情によって怪人体・人間体双方の姿を使い分けている。ただし、その姿は厚底眼鏡にヨーヨーをする少年や、顔のどこかに極端な化粧が施されているなど、いかにも怪しい人であることが多い。初期の怪人は長渕剛の「巡恋歌'92」や「どじょっこ ふなっこ」を「どじょっこ鍵っこ」に替え唄するなど、歌謡曲や童謡を口ずさむ怪人もいた。義足を取り付けている鳥カゴ風来坊や、腕を負傷したメディア魔術師のように怪人体での外傷なども人間体に反映される。
携帯している巨大化爆弾を爆発させることで巨大化が可能。また、大半の怪人は、必ず1つ目か、3つ以上の目を持っている。体に漢字や数字、アルファベットが描かれた者が多い。名前の法則性は持たず、「（モチーフとなる物体）+（職業名もしくは役職）」という形式になっている。なお、早口旅ガラスのみ他のゴーマ怪人とは名称テロップの書体が異なる。
元老院のメンバーであるノコギリ大僧正（大僧正リジュ）のように、シャダムら3幹部より上位の怪人もいる。また、幹部直属の部下でない限り、シャダムたち幹部とも対等の口を利くのも特徴的。ゴーマの力の源は憎しみとされるが、全員が卑劣な怪人かというと必ずしもそうではなく、リンと恋に落ちたメディア魔術師のように純粋な気持ちを持っていた者や、また子竜中尉のように道士・嘉挧に賛同して地球征服に反対していた穏健派の者たちも僅かだが存在する。また、16話ではゴーマ怪人に改造する目的でゴーマ族の血を引く人間の子供を集める作戦が行われていた。
『宇宙戦隊キュウレンジャー』ショーにリュウレンジャー・シシレンジャーがゲスト出演した際には、新規怪人として消しゴム代官（）が登場している。
- デザインは監督の小林義明の意向により「シュールな怪しさ」「下半身タイツを基本としたスリムな出で立ち」といったコンセプトで統一されている[102][47]。また、予算やアクションの都合から、東映からは『秘密戦隊ゴレンジャー』のころのようなシンプルなデザインへの回帰が要望されていた[103][96]。デザインを担当した篠原保は、強化したロボットにも匹敵するよう上半身にボリュームを持たせている[96]。また、器物モチーフに顔をつけると取ってつけた感が生じるため、これを逆手に取って1つ目の意匠を共通ディテールとして取り入れることで、宗教や秘密結社的な怪しさを象徴しつつ、顔を存在させずにポイントとして機能させている[96]。別案としてデスマスク風の仮面をつけるというものもあり、女性怪人やコットポトロはこちらのイメージで描かれた[96]。
- ゴーマ怪人のスーツアクターを務めた竹内康博は、下半身がタイツであったためミニチュアの石膏ビルを破壊する際に石膏の破片が当たって痛かったことを今までで一番痛かった経験として挙げている[104]。

巨大化爆弾（）
ゴーマ怪人が使う巨大化用アイテム。銀色の球形をしており、ピンを引き抜き足元に叩きつけて爆発させ、そのエネルギーを吸収して巨大化する。効果に永続性はなく、巨大戦で敗れても致命傷を負わなければ、一定時間後に元の大きさに戻る。メディア魔術師に対してガラが使用した様子から、死体でも蘇生巨大化させることができる模様。

主なゴーマ怪人
大僧正リジュ/ノコギリ大僧正
第7話・第8話に登場。ゴーマ15世の側近で元老院の実力者。語尾の「〜ぞよ」が口癖。人間体では口から妖力波を放つ。怪人体の姿では2本のノコギリを武器とする。
失敗続きのシャダムたちに見切りを付け、直属の部下で弟子でもある張遼をけしかけたが、結果的に張遼に裏切られることとなる。気力ボンバーを破るほどの強さで、裏切った張遼に致命傷を与え、最後は怪人体となり巨大化するが、初の合体を果たした大連王に敗北した。
- 名前の由来は三国志に登場する李儒。怪人体のデザインは篠原保が担当した。

ゴーマ3ちゃんズ
第15話から登場。ゴーマ3バカや3バカトリオとも呼ばれる落ちこぼれ3人組。「燃える3つ星!! 有名無実3怪人、ゴーマ3ちゃんズ!!」という名乗りの口上を持つ。
ザイドスにより「3人一組ならなんとかなるだろう」ということでチームを組まされ、自分たちをバカにしたゴーマの連中を見返すために真っ向勝負では勝ち目のないダイレンジャーに対し、スポーツで勝負を挑む。勝利のためなら卑劣な手段を取ることも辞さない。それでもやはり負け続け、遂にはコットポトロにも見捨てられる。
当初はリュウレンジャーを標的にしていたが、途中から、テンマレンジャーにライバル心を燃やすようになる。
勝負を挑む中で次第に神風大将と同じ暴走族だった将児との間に友情が芽生え、正々堂々と彼に勝つことを誓うがバイクレースを利用したザイドスの罠から将児を守って爆弾の爆発に巻き込まれ、全員生死不明となる。このとき将児は残骸となった神風大将のバイクの前輪をゴールさせて彼らの勝利とした。
しかし一命は取り留めており、後に将児に「ゴーマとは縁を切る」と連絡し、寄せ書き入りの旗を送り、第47話と48話にも幻影姿で現れて将児を応援した。
- 登場時期は2クール目を過ぎたころであるが、マイケル原腸が本作品のデザイン作業で最初に手掛けた墓石社長を含め、デザイン自体はごく初期のうちに描かれている。第15話の脚本を担当した荒川稔久は、あぶれていたスーツを用いたと述べている。

神風大将（）
モチーフはバイク。名乗りの口上は「風を切り裂く赤い弾丸! 爆走星（）・神風大将!」で英語混じりの口調でしゃべる。バイクの姿にもかかわらずメンバーでは一番足が遅く、そのことを気にしている。愛車はバイク風神号（）。
- バストショットで抜かれた際にタイヤのパターンができるだけ映るようにタイヤを肩に持ってきて、当時流行していたロケットカウルを前面に出している。

墓石社長（）
モチーフは洋風の墓石。関西弁で喋り「手と手の皺を合わせて拝め! 御供養星（）・墓石社長!」が名乗りの口上。墓標型のハンマーや巨大な頭部での頭突き、頭部を展開することで出てくるライターからの火炎放射が武器。また、頭部にはライター以外にもモニターテレビやおみくじ自動販売機が仕込まれている。
電話先生（）
モチーフは赤電話で、女性怪人。口癖は「〜ざます」で「全国どこでもフリーでスパイ! 電電星（）・電話先生!」が名乗りの口上。あらゆる電話機が置いてある場所をスパイでき、頭部の電話機で自在に電話をかけられる。この他にも、腕から受話器を飛ばして相手を縛り、ボタンを押すことで電流を流す「受話器攻撃」を使う他、受話器から水や粉を放射する。また、鞭を持っている。
- デザインは受話器をショートカット、ボタン部分をミニスカートに見立てている。

地獄の三人官女
第17話 - 第22話に登場。阿古丸の侍女として付き従う、指輪官女（）（長女）・ネックレス官女（次女）・イヤリング官女（三女）の三姉妹。
雅やかな所作ながら、3人とも戦闘力は高い。姉妹仲は良く、イヤリング官女がキバレンジャーに倒された時は姉たちは嘆き悲しんで復讐を誓うが、その次にネックレス官女はダイレンジャーに倒され、最後に残った指輪官女は妹たちの亡霊を率いて戦った。指輪官女は棒術と呪術に長けており、ネックレス官女は剣術を使う他、変身能力と伸縮自在の首を持ち、イヤリング官女は剣術を使う他に、伸縮自在の髪を持つ。そして三人で合体攻撃も行える。
- デザインはすべてマイケル原腸が担当した。怪人体の顔は演じた女優のライフマスクが用いられている。指輪官女はゴーマ怪人の共通の意匠である一ツ目を付け忘れている。

ゴーマ四天王
第28話 - 第31話に登場。東方天（）・南方天（）・西方天（）・北方天（）の4人からなるゴーマ族のエリート集団。托鉢僧の姿をとっているが、被っている三度傘の下には角を持つ異形の素顔がある。「四天合体」により、4つの顔とより強大な力を持つ怪人形態の合体四天王となる。呪いの仮面によるゴーマ最高の呪術・バードゥ―を扱うこともでき、知に被せて意のままに操ったが、スーパー気力バズーカで仮面を破壊された。
初登場時は、ジンやクジャクなどダイレンジャーと因縁のある者の幻影を見せ、魔界に引き込んだ。巨大戦では牙大王の飛翔剣木端微塵で倒されるが、土塊から復活した。
2戦目ではスーパー気力バズーカでダメージを負った後、巨大化。今度は飛翔剣木端微塵を跳ね返し、龍星王と牙大王にダメージを与えるが、ダイムゲンの復活により完成した重甲気殿の放った重甲気殿大圧殺で今度こそ敗れ去った。
- ゴーマ四天王のデザインは河野成寛、合体四天王のデザインは篠原保が担当した。岡本美登や日下秀昭が素面で演じることから、企画者104の河野が担当することとなり、4パターンの顔を考えてあとはすべて衣裳となっている。合体四天王はオレンジ色にリペイントされ、次作『忍者戦隊カクレンジャー』にて妖怪のゴロツキとして登場している。

イカヅチ
第42話 - 第44話に登場。阿古丸が霊界（地獄）から蘇った際に一緒に連れて来た怪物で、青い蟹を思わせる姿をしている。
両手のカギ爪・目からの破壊光線・妖力波などを武器とする。阿古丸の忠実な下僕で、彼の悲しみに同調して涙を流す。阿古丸との妖力合身によってパワーアップするが、彼の制御が外れると暴走する。巨大化爆弾を使わず、自力で巨大化が可能。最期は重甲気殿大圧殺で敗れる。
- デザイン画では阿古丸のパワードアーマーという扱いであった。

子竜中尉（）
第45話・第46話に登場。ゴーマ族の穏健派の1人で、特に強大な力を持つ男。鎧武者のような形態に変化し、三又槍と剣を使い他のゴーマ怪人と同様巨大化爆弾で巨大化する。
ゴーマ側についた道士・嘉挧の補佐として、気力の塔・妖力の塔の設置を行ったが、その際に成り行きで警官隊に危害を加えたためダイレンジャーと一戦交えて敗れ、道士・嘉挧の腕の中で息絶えた。
- 名前の由来は『三国志』に登場する武将・趙雲。デザインはマイケル原腸が担当した。原腸は鏡化粧師の同族または同一派という想定で同じ饕餮文の模様を取り入れており、デザイン画では似た色合いとなっていた。その後、スーツは第49話の近衛兵に改造された。

### ゴーマ族の関係者
鉄面臂 張遼（）
第7話・第8話に登場。大僧正リジュが送り込んだダイレンジャー打倒の刺客で、気力と妖力を同時に使いこなす黒い甲冑を身に纏った仮面の武人。ダイレンジャーを軽く退け、嘉挧を圧倒するほどの恐るべき実力の持ち主。
その正体は6000年前のダイ族の中心戦力であった五人の戦士（先代のダイレンジャー）のリーダーにして死んだと思われていた亮の父親であった。気力を極めたダイ族有数の実力者であったが、慢心し力に溺れ真の力を探求する余りにさらなる力を渇望し、ゴーマの妖力を会得するために6,000年前の戦いでダイ族を裏切り忠誠と愛を捨てた覚悟の証として仲間を手にかけ、その後大僧正リジュの弟子となりゴーマに身を投じていた。しかし、心では愛を捨て切れず、亮の母親と結婚していた。
紆余曲折の末、リジュを裏切るが、自らも致命傷を負ってしまう。自分のことを許してくれた仲間4人の霊と共に5つの天宝来来の玉に気力を注ぎ、大連王への合体を可能とした後、亮に別れを告げて、息を引き取り、亡骸は光となって消え去った。
父・張遼の裏切りと死別は亮の心に深い傷を残した。そのため、嘉挧が裏切った際には父のことを思い出し、ゴーマ16世ことシャダムがコウに父親であることを明かそうとした際には真っ先に遮った。
- 名前の由来は『三国志』に登場する武将・張遼。デザインは篠原保が担当した。当初はスーツを流用する前提でデザインされたが、実際には兜などが新造型となった。デザインは香港で買った武侠ものの漫画などを参考にデザインされた。

的場 陣（）/魔拳士ジン（）
第26話から登場。殺人拳である闇空手豹牙流邪心拳（）の使い手で、世界最強の拳士たるべく名のある拳法家を倒していた闇の道場破り。左手は義手となっている。髑髏が描かれたコインを持ち、それを宙に弾いて受け取るまでに相手を瞬殺する。元々は人間であったが、その強さに目を付けたザイドスが黒水晶の力を与えたことにより魔拳士となった。「魔装降臨（）」の発声で魔拳士の姿へと変身する。
得意技は相手に倒れる隙を与えないほどの高速連撃豹牙流奥義・邪神風拳（）。魔拳士となってからは、糸で相手を拘束した後に正拳突きを食らわせ、それによって蜘蛛の形の痣を生じさせる魔道妖拳・蜘蛛の舞（）も会得した。この痣は次第に首に向かって移動（恐怖心が高まれば、それに応じて移動までの間も短くなる）し、首に達した時に相手を死に至らしめる。また左手からはエネルギーの光球を放つこともあった。
プライドが高く、また慇懃無礼な態度が目立つ。かつては優しい一面も持ち合わせていたようだが、修行中に崖から転落しそうになった際、師匠に助けを求めるも「このままでは2人とも海に落ちる」と左手に刃物を突き立てられて海に落とされた。この一件以来人としてよりも拳士としてあることに異常に執着し、非情になりきるために恋人・亜紀を手にかけ、蜘蛛の舞を完成させた際は師匠の墓前で「私は遂に貴方を超えた」と宣言し、ためらいなく墓石を破壊した。亮とはお互いをライバルと認め、1度は完膚なきまでに叩きのめすも、2度目の勝負では技を見切られ敗北。魔拳士となった後もたびたび拳を交える。
他の誰ともつるむことを良しとせず、ザイドスから魔拳士の力を与えられた後も彼の下に仕えるのを拒み、亮を自分の力だけで倒すことに執着する。その結果、ザイドスからも命を狙われることになり、大筒軍曹の攻撃から亮をかばって負傷、投獄された際にゴーマ怪人・餓狼鬼の細胞を埋め込められた。脱獄に成功して亮の家に匿われた際に手厚い看護を受け、次第に心を開くと同時に、自分がいずれ心無き怪物となることを悟り、そうなった際は自分を殺せと亮に告げる。亮の尽力によって餓狼鬼と分離させられた後はザイドスに邪神風拳を見舞って一矢報い、亮と最後の組手を行い「拳士は時に私情を超えねばならない」「世話ばかりかけちまったな」と言い残し、笑顔で去っていった。その後、たった一人でザイドスとコットポトロ隊に突撃し、一斉射撃によって壮絶な最期を遂げる。しかし、亮は彼の死に気が付くことはなかった。
だが、死亡したにもかかわらず、第47話では嘉挧がゴーマに入ったことでダイレンジャーが解散させられ、落ち込んでいた亮の前に突然現れ叱咤激励し、翌話でも幻影姿で戦う意志を取り戻した亮を励ましていた。
- 当時の格闘ゲームブームを意識して創作された。デザイン画は広瀬匠が演じることが分かってからデザインされている。

### 戦闘員
コットポトロ
ゴーマ怪人の命令で戦う下級兵士。ゴーマ怪人とは対照的に目の無い唇だけの顔と、タキシードのような服が特徴。人間に変身する能力も持つ。戦闘では細身の剣で戦う個体と棒状の武器を使用する個体がおり、シルバートレイを投擲したり、自転車の集団やローラースケートといった奇抜な攻撃で襲ってくることもある。言葉を話せる個体もおり、第2話では檜山修之が声を担当した。
従えているゴーマ怪人によって衣装が異なる者もいる（燕尾服（口紅歌姫）、三度笠を被った渡世人（田豊将軍と阿古丸）、軍服（サボテン将軍）など）。終盤では、ゴーマ16世の身辺警護を担当する近衛コットポトロや、和服を着て烏帽子を被ったコットポトロが登場した。

## 大神龍
第37話から登場。読みは「だいじんりゅう」。
宇宙の秩序を守るために大宇宙が生み出した濃緑色の巨大な龍の姿をした超宇宙生命体。争う者は正義も悪も関係無く、全てを無にするまで破壊の限りを尽くす。亀夫いわく「恐怖の大王」で、宇宙を駆ける昇竜形態から、2本足で大地に降り立つ龍神形態へ変形する。未知の金属メガトロニウムで覆われた全身はどんな攻撃でも傷一つ付かず、大気圏内飛行時には、圧倒的な体躯と速度から生じる衝撃波をまき散らし、超高層ビルも簡単に砕く。口から放つプラズマ衝撃波は半径10キロメートルを一瞬で焦土と化した。設定よりも遙かに巨大に見えるその姿は地球からも月に映るシルエットで確認できるほどで、巨体から発せられる想像を絶する力には事実上太刀打ちできず、物語後半においてダイレンジャー・人類・ゴーマを脅かす存在となった。
秩序を乱す戦闘行為を許さず、気力と妖力の戦いを宇宙に飛び火させないために地球へ飛来。最初の襲来でダイレンジャーとゴーマ、そして地球各地に容赦なく攻撃を加え、ゴーマ宮にも被害がおよび、このためにダイレンジャーとゴーマは一時停戦を強いられ、両者が戦いを止めたのを確認すると宇宙へと去っていく。この時パチンコ大名人を踏み潰し、大連王とダイムゲンさえも、大神龍の前では無力で歯が立たない暴威を見せつけ、以降ゴーマもダイレンジャーもその脅威のために、両陣営とも表だって迂闊に戦うことが出来なくなった。
しかし、その後のコウの運命を左右する戦いの時に再び飛来し、破壊行為のみならず、ダイレンジャーと嘉挧に戦いを止めないと催眠光波で人々を操りビル上から飛び降りさせるという脅迫も行う。阿古丸との決着を付ける戦いが始まると、人々をビルから落とそうとするものの、嘉挧によって防がれた後、再度ゴーマ宮を攻撃して、ゴーマも壊滅に近い打撃を受けたことにより、再びダイレンジャー、ゴーマ共に停戦を余儀なくされてから、ようやく宇宙へ戻る。
だが、ゴーマの後継者選びの決闘で、嘉挧がシャダムに敗死した後、休戦協定が破られたことで始まったダイレンジャーとゴーマの最終決戦の際に3度目の飛来を果たし、その戦いが終局を迎える中、両者が激突するゴーマ宮を争いの源と見なして完全破壊するために攻撃、そして泥人形のシャダムが死んでゴーマが滅び、ゴーマ宮破壊後に地球を去った。
- スーパー戦隊の戦力や味方ではないものの、番組終盤に玩具化されている。バンダイから発売された「DX大神龍」は昇竜形態で全長740ミリメートル、直立形態の龍神形態でも身長450ミリメートルと、歴代戦隊シリーズのDX玩具でも最大級のサイズである[86]。スーパープラデラも発売（龍神形態のみで変形はしないが、目が発光する電飾ギミックがある。）され、どちらも咆吼サウンドギミックを搭載しているが、劇中とは鳴き声が異なっている。元々は、龍星王のように人型ロボットに武人変形する案[115]や龍星王の強化形態[116]として企画されていたが、設定変更により巨大な生命体となった[116]。

## キャスト
当初は土屋圭輔がリュウレンジャー/亮 役、和田圭市がキリンレンジャー/知 役の予定であり、実際に2人が逆の衣装を着ている映像・写真も存在する。このうち映像については、2003年に発売されたDVD「スーパー戦隊THE MOVIE」VOL.4の映像特典の中に収録されている。
また、シシレンジャー/大五 役には当時劇団東京ヴォードヴィルショーに在籍し、後にテレビや演劇ユニット『地球ゴージャス』などでも演技派として活躍した能見達也が、キバレンジャー/コウ 役には当時小学生だった酒井寿を起用。ダイレンジャーのキャストも「戦士が小学生」ということに驚いたという。
この他、道士・嘉挧 役に名バイプレーヤー・中康治（中康次）が、そして、ゴーマ3幹部のリーダー・シャダム中佐 役には当時舞台俳優として活躍し、現在は声優としても活躍する西凛太朗が脇を固めた。また西の起用に関しては、小笠原が「一緒に酒を飲みにいけるから」として、シャダムに起用した。
第25話のコピー知は、土屋の双子の兄である土屋大輔が演じた。

### レギュラー・準レギュラー
- 亮 / リュウレンジャー：和田圭市[注釈 59]
- 大五 / シシレンジャー：能見達也[注釈 59]
- 将児 / テンマレンジャー：羽村英[注釈 59]
- 知 / キリンレンジャー：土屋圭輔[注釈 59]
- リン / ホウオウレンジャー：高橋夏樹[注釈 59]
- 道士 嘉挧：中康治（第1 - 14,16,17,20 - 23,25 - 27,29 - 38,41 - 最終回）
- シャダム：西凛太朗（第1 - 9,12 - 14,17 - 22,26 - 31,37,38,42 - 最終回）
- ガラ：天祭揚子（第1 - 11,13,14,16 - 18,20 - 23,25 - 30,33,34,36 - 38,41 - 44,46 - 49話）
- ザイドス：田村円（第1 - 9,13 - 15,17,18,20 - 22,26 - 30,32,35,37 - 40,42 - 44,46 - 48話）
- コウ / キバレンジャー：酒井寿（第17 - 22,28 - 31,33 - 35,37,38,42 - 最終回）
- 亀夫：今川杉作（第22,24,28話）、成瀬富久（第29話 - 31,35,37,38,40,43 - 最終回）[注釈 60]
- 虞翻：桑原たけし（第13,14.17,29 - 31話）
- コウの母：三輝みきこ（第18 - 22,29,30,37,42 - 44,48話）
- 的場陣 / ジン：広瀬匠（第26 - 28,35,39,47,48話）
- クジャク：森下雅子（第9,10,16,23,28,36,41,47 - 49話）
- 阿古丸：柴田翔平（第17 - 22,28,31,37,42 - 44話）
- 田豊将軍：上田忠好（第17,20,47,48話）
- ゴーマ十五世：幸田宗丸（第20,22,28,30,31,37,38.42,43,48,49話）

### 声の出演
※ナレーション以外は全てノンクレジット
- 白虎真剣：阿部渡（第17 - 22,24,28 - 30,33 - 35,37,38,42 - 46,48話）
- 神風大将：檜山修之（第15,24,28,40,47話）
- 墓石社長：神山卓三（第15,24,28,40,47話）
- 電話先生：むたあきこ（第15,24,28,40,47話）
- ナレーション：宮田浩徳

### ゲスト
- 由美：泉山菜月（第1話）
- シェフ：今井耐介（第1・4・26話）
- 健一：鎌手宣行（第2話）
- かおり：清水里佳（第3・4話）
- 正夫：内大輔（第3・4話）
- 天野恵：白鳥智恵子（第5・6話）
- 洋子：浅野美奈子（第7・15話）
- 幼い亮：田中悠斗（第7・8話）
- 亮の母：三宅ゆみか（第7・8話）
- 若い女：山田洋子、志小田綾子（第9話）
- 若い男：鈴木道行（第9話）
- なつみ：吉沢瞳（第11話）
- 母親：浅野富士子（第11話）
- ゆかり：大網亜矢子（第11話）
- 新聞配達：林博之（第11話）
- 町子：鹿島かんな（第12話）
- 町子の父：巻島康一（第12話）
- 町子の母：山下裕子（第12話）
- 主婦たち：山口るい子、佐治香奈子（第12話）
- 銀行強盗：高橋利道（第13話）
- 警備員：澤田祥二（第13話）
- 巡査：千田義正（第13話）
- 作業員：森山貴文（第13話）
- ソバ屋：藤本孝太郎（第13話）
- ヤジ馬：高比良政勝（第13話）
- 小喬：宮瀬亜希（第14話）
- アナウンサー：鮭川享代（第14話）
- ボクサー：高岩成二（第14話）
- 空手家：野中博之（第14話）
- 剣道家：清水剛（第14話）
- 警官：生川政壽（第14話）
- おばあさん：山本緑（第15話）
- ユキ：百地千寿（第16話）
- おじさん：木村修（第18話）
- おばさん：八百原寿子（第18話）
- 香澄：藤田美紀（第19・20話）
- 担任の先生：久野明孝（第19話）
- 亜紀：沢杉知春（第26・27話）
- 亜紀の父：大谷朗（第26・27話）
- 掃除のおじさん：泉福之助（第26話）[注釈 61]
- 巌流寺：清水照夫（第26話）
- 郷田祐介：五野上力（第26話）
- 男：菊地康二（第26話）
- 運転手：田中正太郎（第26話）
- 陳老師：岩城力也（第27話）
- おばあちゃん：緑八千代（第28話）
- 女の子：米田里美（第32話）、植松佳菜美（第34話）
- ミチル：高橋八千代（第34話）
- 父親：窪園純一（第34話）
- 日舞の家元：山崎之也（第35話）
- 首動師範：城春樹（第35話）
- 謎の男の舞い：神田瀧夢（第35話）
- 幼いクジャク：岩下恭子（第36話）
- 幼いガラ：三浦由貴子（第36話）
- 若者：福田佳弘（第36話）
- レポーター：鮭川亨代（第36話）
- アナウンサー：田中正太郎（第38話）
- 亮のバイト先・ギョウザ店店長[注釈 62]：岩本宗規（第39話）
- 子供たち：宮野翔太、植田真介（第44話）
- 侍従長：千田義正（第47話）
- 老知：土屋大輔（最終話）[注釈 61][119]

### スーツアクター
変身後の戦士を演じるスーツアクターはリュウレンジャー役にこれまで3年連続でブラック戦士のアクターを担当していた大藤直樹、シシレンジャー役には『光戦隊マスクマン』以来6年ぶりのレギュラーとなった喜多川務を起用した。喜多川は、『マスクマン』以来本格的な中国拳法を習得しており、アクション監督の竹田道弘の要請によりアクションを拳法風にアレンジしたり他のメンバーへのアドバイスなどを行い、名乗りポーズも考案している。紅一点のホウオウレンジャー役には村上利恵を起用した。キバレンジャーは子供が変身するという設定のため、アクションシーンでは小柄なスーツアクターが担当している。
- リュウレンジャー[120][14]：大藤直樹[注釈 64]
- シシレンジャー[出典 58]：喜多川務[注釈 64]
- テンマレンジャー[123][27]：蜂須賀昭二[注釈 64]
- キリンレンジャー[出典 59]：石垣広文[注釈 64]
- ホウオウレンジャー[126][127][34]：村上利恵[注釈 64]
- キバレンジャー[36]：渡辺実
- キバレンジャー（50）[128]：田邊智恵
- 龍星王[129]、大連王[130][131]、ウォンタイガー[132]、牙大王[132]：日下秀昭
- ゴーマ怪人（メイン）[133][注釈 65]：今井靖彦
- 電話先生[135][134]、コットポトロ[136]、指輪官女[133]：中川素州
- 墓石社長[134]、イヤリング官女[133]：坂本隆
- 神風大将[134]、ゴーマ15世（吹き替え）[134]、鳥カゴ風来坊[134]：宮崎剛
- 龍星王（代役）[137]、コットポトロ[138]：福沢博文
- ゴーマ怪人[104]：竹内康博
- 補助[139]：秋山智彦
- その他：城谷光俊[140]、山口照雄 [141]

## スタッフ
演出面では約10年ぶりに小林義明が戦隊シリーズを手がけた。またその小林と坂本太郎・小笠原猛・東條昭平といったベテランに加え、前作にて監督デビューを果たした当時27歳の渡辺勝也が数々の重要エピソードを任されている。
また各ライターによって話が振り割けられたのは、本作品が戦隊シリーズ史上初にして今のところ最後の試みとなっている。杉村升はメインストーリーの大きな流れを作り上げた。藤井邦夫が「クジャク編」・荒川稔久が「ゴーマ3ちゃんズ編」・井上敏樹が「魔拳士ジン編」と分担して物語を執筆しており、高久進のみ単発話3本を執筆している。
キャラクターデザインは前作にて敵幹部のデザインを手がけた篠原保に加え、新たに漫画家・イラストレーターのマイケル原腸を加えた2人体制で進められた。ゴーマ幹部ならびに怪人のデザインにはメイン監督だった小林の意向が大きく取り入れられている。
音楽担当には当時すでに仮面ライダーシリーズを始め、複数の東映作品で実績のあった川村栄二が起用された。川村はこの年劇場用作品『仮面ライダーZO』の音楽も平行して手がけている。
- 原作：八手三郎
- 連載：テレビマガジン、てれびくん、テレビランド
- プロデューサー：梶淳（テレビ朝日）、鈴木武幸・白倉伸一郎（東映）
- 脚本：杉村升、荒川稔久、藤井邦夫、高久進、井上敏樹
- 音楽：川村栄二
- アクション監督：竹田道弘（ジャパン・アクション・クラブ）
- 監督：小林義明、坂本太郎、小笠原猛、東條昭平、渡辺勝也
- 撮影：いのくままさお、松村文雄[注釈 67]
- 照明：斎藤久、竹田勝美
- 美術：山下宏
- キャラクターデザイン：篠原保、マイケル原腸、阿部統[144]、河野成浩
- 造型：前沢範
- イラスト：野口竜
- 録音：石川孝
- 編集：山口一喜、伊吹勝雄、成島一城
- 記録：吉田由香、高山秀子、安藤豊子、安倍伸子、栗原節子
- 選曲：宮葉勝行
- 効果：大泉音映
- 中国語指導：翁偉斌
- 操演：船越幹雄
- 美粧：サン·メイク
- 衣裳：東京衣裳
- 装飾：装美社
- 装置：東映美術センター、紀和美建
- 計測：黒須健雄
- 助監督：渡辺勝也、竹本昇、田﨑竜太、中沢祥次郎
- 進行主任：鳥山佳克、後藤田伸幸
- 制作デスク：岩永恭一郎
- 制作担当：藤田佳紀
- 企画協力：企画者104
- 資料：河野成浩
- 造型製作：レインボー造型企画
- 視覚効果：映画工房（沖満、長部恭平）
- 現像：東映化学
- カースタント：タケシレーシング
- 車輌協力:AUTOZAM
- オートバイ協力:スズキ株式会社
- ビデオ合成：東通ecgシステム（鈴木康夫、佐藤祐宏、佐野恵一、逸見淳）
- 撮影協力：アサヒコーポレーション、ワールドビジネスガーデン、川崎球場、後楽園ゆうえんち、高崎金属工業
- 特撮研究所
  - 操演：鈴木昶、尾上克郎
  - 撮影：高橋政千
  - 照明：林方谷
  - 美術：原田洋
- 特撮監督:佛田洋
- 制作：テレビ朝日、東映、東映エージエンシー

## 音楽
主題歌
オープニングテーマ「五星戦隊ダイレンジャー」
作詞：八手三郎 / 作曲：大野克夫 / 編曲：山本健司 / 歌：NEW JACK拓郎
シリーズとしては初めて、八手三郎名義で作詞されたオープニング曲でもある。メロディーラインは、東映側プロデューサー・鈴木武幸の「中国らしく、中国らしくなく」という作曲要望に対する作曲担当の大野克夫のアンサーだったという。これを受けて、山本のアレンジもエレキベースの上に中国風・和風の打楽器を乗せるといった工夫がされている。
本作品よりオープニング映像にCG合成が使用されるようになった他、各メンバー紹介映像でも当時の中国のイメージを反映してか、メンバー全員が自転車に乗って走るカットが盛り込まれている。また第15話からはオープニング映像の中にその回のワンシーンが3回挿入されるようになった。
作曲の大野による同曲のデモテープが、2008年にリリースされたアルバム「幻のメロディー Vol.5」に収録されている。
エンディングテーマ「俺たち無敵さ!! ダイレンジャー」
作詞：八手三郎 / 作曲：大野克夫 / 編曲：山本健司 / 歌：NEW JACK拓郎
こちらもオープニングと同様にまた「中国らしく、中国らしくなく」作られた曲で、エレキベースの上に中国風の音要素を加えている。作詞は白倉プロデューサーが八手三郎名義で担当。
エンディング映像は、メンバーがバイクでV字型に並んで走る映像を主体に構成されている。冒頭で東京駅が映るのを除き、主に幕張新都心地区（特に幕張メッセ駐車場近くの豊砂交差点付近が多用されている）が撮影に使われた。
最終回のエンディングでは「五星戦隊ダイレンジャー」（2番の歌詞をメインに、インストゥルメンタルと併用）を使用した。
作曲の大野による同曲のデモテープが、2008年にリリースされたアルバム「幻のメロディー Vol.5」に収録されている。

挿入歌
「愛のソルジャー」
作詞・作曲・編曲・歌：つのごうじ
第17話ではインストゥルメンタル版が使用された。
「美しい花のように」
作詞・作曲・編曲・歌：つのごうじ
「一気に集中!」
作詞・作曲：小杉保夫 / 編曲：望月誠人 / 歌：Funky Y.K.
「ゴマゴマゴーマ」
作詞・作曲・編曲：つのごうじ / 歌：つのごうじ、ピタゴラス
「風の戦士」（第17話、第33話）
作詞：白峰美津子 / 作曲：樫原伸彦 / 編曲：吉田明彦 / 歌：石田よう子
「火を吹けダイバスター」（第44話）
作詞：そのべかずのり / 作曲：樫原伸彦 / 編曲：吉田明彦 / 歌：樫原伸彦
第17、18話ではインストゥルメンタル版が使用された。
「龍星王 〜大連王のテーマ〜」
作詞：八手三郎 / 作曲：小杉保夫 / 編曲：吉田明彦 / 歌：Funky Y.K.
「誓い」
作詞：そのべかずのり / 作曲：小杉保夫 / 編曲：望月誠人 / 歌：Funky Y.K.
小学館刊行の「てれびくん」付録『五星戦隊ダイレンジャー・バトルCD 気力ディスク』収録ドラマでは和田圭市、酒井寿ら主演俳優6名が同曲を1コーラスだけ歌ったものが収録されている。 また、音楽集には未収録の同曲メロオケ（インストゥルメンタルバージョン）もBGMとして使用されている。
「ウォンタイガーの歌」
作詞：八手三郎 / 作曲・編曲・歌：樫原伸彦
第35話ではインストゥルメンタル版が使用された。

## 放送日程
各回のサブタイトルは井上敏樹の手による第26話を除き、いずれもテレビ朝日プロデューサーの梶淳が考案。
| 放送日         | 放送回 | サブタイトル     | 登場怪人 | 脚本     | 監督     |
| -------------- | ------ | ---------------- | --- | -------- | -------- |
| 1993年02月19日 | 1      | 転身だァァッ     | - 紐男爵（演（なぞの男の子）：藤田豪/声：野本礼三） | 杉村升   | 小林義明 |
| 2月26日        | 2      | 気力だァァッ!!   | - 紐男爵 - ガマグチ法師（演（バスケットプレイヤー）：神威狂児/声：檜山修之） | 杉村升   | 小林義明 |
| 3月05日        | 3      | 魂ちょうだい!    | - 鍵道化師（演・声：日下秀昭） - 人形たち | 杉村升   | 坂本太郎 |
| 3月12日        | 4      | 俺たち甘いぜ!!   | - 鍵道化師（演・声：日下秀昭） - 人形たち | 杉村升   | 坂本太郎 |
| 3月26日        | 5      | あっタマきたッ   | - 口紅歌姫（声：長門美由樹） - 悪魔聖歌隊（演：池上奈生美、高橋亜紀、渡辺世津子、酒井佳子） | 荒川稔久 | 小笠原猛 |
| 4月02日        | 6      | 風よブッちぎれ   | - 口紅歌姫（声：長門美由樹） - 悪魔聖歌隊（演：池上奈生美、高橋亜紀、渡辺世津子、酒井佳子） | 荒川稔久 | 小笠原猛 |
| 4月09日        | 7      | 裏切り者ォッ!    | - 鉄面臂張遼（演：伊吹剛） - 大僧正リジュ（ノコギリ大僧正）（演・声：大月ウルフ） | 杉村升   | 渡辺勝也 |
| 4月16日        | 8      | おやじぃぃッ!!   | - 鉄面臂張遼（演：伊吹剛） - 大僧正リジュ（ノコギリ大僧正）（演・声：大月ウルフ） | 杉村升   | 渡辺勝也 |
| 4月23日        | 9      | うぬぼれるなッ   | - 鏡化粧師（声：西尾徳） | 藤井邦夫 | 坂本太郎 |
| 4月30日        | 10     | あァ復讐の女神   | - サクラ子爵（声：吉田淳） | 藤井邦夫 | 坂本太郎 |
| 5月07日        | 11     | 磁石でガウス!    | - 磁石神父（演（神父）・声：赤星昇一郎） | 荒川稔久 | 小笠原猛 |
| 5月14日        | 12     | 豆腐で酔ったァ   | - 豆腐仙人（演（大道芸人）：城谷光俊/声：大山豊） | 高久進   | 小笠原猛 |
| 5月21日        | 13     | カッ カブキ小僧  | - 歌舞伎小僧（声：千葉繁） - 歌舞伎人間 | 杉村升   | 東條昭平 |
| 5月28日        | 14     | イヨッ 結婚ぢゃ  | - 歌舞伎小僧 - 歌舞伎人間 - 歌舞伎ロボット | 杉村升   | 東條昭平 |
| 6月04日        | 15     | 3バカサッカー    | - ゴーマ3ちゃんズ | 荒川稔久 | 坂本太郎 |
| 6月11日        | 16     | ゴロゴロ子供石   | - ハニワ腹話術師（声：増岡弘） - ハニワ腹話術師（本体） | 藤井邦夫 | 坂本太郎 |
| 6月18日        | 17     | 出ました新戦士   | - 阿古丸 - 指輪官女（演・声：渡辺るみ） - ネックレス官女（演・声：荒井ゆか） - イヤリング官女（演・声：中山由香里）                                                                             | 杉村升   | 渡辺勝也 |
| 6月25日        | 18     | (秘)の白虎ちゃん | - 阿古丸 - 指輪官女（演・声：渡辺るみ） - ネックレス官女（演・声：荒井ゆか） - イヤリング官女（演・声：中山由香里）                                                                             | 杉村升   | 渡辺勝也 |
| 7月02日        | 19     | ドキドキ美少女   | - 阿古丸 - 指輪官女 - ネックレス官女 | 荒川稔久 | 小笠原猛 |
| 7月09日        | 20     | 初公開ゴーマ宮   | - 阿古丸 - 指輪官女 - ネックレス官女 | 荒川稔久 | 小笠原猛 |
| 7月16日        | 21     | 気伝獣様ご誕生   | - 阿古丸 - 指輪官女 - 亡霊ネックレス官女 - 亡霊イヤリング官女 | 杉村升   | 東條昭平 |
| 7月23日        | 22     | 虎の子大秘術!!   | - 阿古丸 - 指輪官女 - 亡霊ネックレス官女 - 亡霊イヤリング官女 | 杉村升   | 東條昭平 |
| 7月30日        | 23     | 純愛まっしぐら   | - 陽炎頭巾（声：新井一典） | 藤井邦夫 | 坂本太郎 |
| 8月06日        | 24     | 3バカ超野球!     | - ゴーマ3ちゃんズ | 荒川稔久 | 坂本太郎 |
| 8月13日        | 25     | ぞろぞろ裏戦隊   | - コピー女帝（演（女性カメラマン）・声：吉川理恵子） - ニセ知（演：土屋大輔） - ニセダイレンジャー - ニセ龍星王                                                                                 | 高久進   | 小笠原猛 |
| 8月20日        | 26     | 嫌な嫌な嫌な奴   | - 壺道人（声：依田英助） - 的場陣（魔拳士ジン） | 井上敏樹 | 渡辺勝也 |
| 8月27日        | 27     | 最終拳だだだッ   | - 壺道人（声：依田英助） - 的場陣（魔拳士ジン） | 井上敏樹 | 渡辺勝也 |
| 9月03日        | 28     | 総登場だぎゃ!!   | - ゴーマ四天王 - 東方天（演：岡本美登） - 南方天（演：日下秀昭） - 西方天（演：関根大学） - 北方天（演：井上清和） - 合体四天王 - 魔拳士ジン（幻影） - ゴーマ3ちゃんズ（幻影） - 阿古丸（幻影） | 杉村升   | 小笠原猛 |
| 9月10日        | 29     | 母子涙の(秘)裏話 | - 早口旅ガラス（演・声：郷田ほづみ） - ゴーマ四天王 | 杉村升   | 東條昭平 |
| 9月17日        | 30     | 必殺早口仕事人   | - 早口旅ガラス - シャダム - ゴーマ四天王 | 杉村升   | 東條昭平 |
| 9月24日        | 31     | また出た新戦士   | - ゴーマ四天王 - 合体四天王 | 杉村升   | 東條昭平 |
| 10月01日       | 32     | 黄金キックの鬼   | - 鳥カゴ風来坊（演・声：でんでん） | 杉村升   | 小林義明 |
| 10月08日       | 33     | アイドル初体験   | - メディア魔術師（演（高村翔一郎）・声：海津亮介） | 荒川稔久 | 渡辺勝也 |
| 10月15日       | 34     | トゲトゲ少女狩   | - サボテン将軍（演・声：斉藤暁） | 高久進   | 小林義明 |
| 10月22日       | 35     | 新奥義クモの舞   | - 大筒軍曹（声：大山豊） - 魔拳士ジン | 井上敏樹 | 渡辺勝也 |
| 10月29日       | 36     | 恨み節6千年…     | - 万華鏡伯爵（声：野本礼三） | 藤井邦夫 | 坂本太郎 |
| 11月05日       | 37     | 必見!! でけェ奴  | - パチンコ大名人（演・声：本間しげる） - 大神龍 | 杉村升   | 東條昭平 |
| 11月12日       | 38     | えーッ!! 停戦!?  | - パチンコ大名人（演・声：本間しげる） - 大神龍 | 杉村升   | 東條昭平 |
| 11月19日       | 39     | 魔拳 落日に散る  | - 魔拳士ジン - 餓狼鬼 | 井上敏樹 | 小笠原猛 |
| 11月26日       | 40     | さらば! 3バカ    | - ゴーマ3ちゃんズ - ザイドス - 巨大ザイドス | 荒川稔久 | 東條昭平 |
| 12月03日       | 41     | クジャク大昇天   | - 生き霊ガラ（演：天祭揚子） | 藤井邦夫 | 坂本太郎 |
| 12月10日       | 42     | 母ちゃん一直線   | - 阿古丸 - イカヅチ - 大神龍 | 杉村升   | 小笠原猛 |
| 12月17日       | 43     | 激白 禁断の過去  | - 阿古丸 - イカヅチ - 大神龍 | 杉村升   | 渡辺勝也 |
| 12月24日       | 44     | 感動!! 君も泣け  | - 阿古丸 - イカヅチ - 大神龍 | 杉村升   | 渡辺勝也 |
| 1994年01月07日 | 45     | 本気で解散!!     | - 子竜（演・声：柚原旬） - 巨大子竜 - 参謀長・嘉挧 | 杉村升   | 坂本太郎 |
| 1月14日        | 46     | 英雄まるはだか   | - 子竜（演・声：柚原旬） - 巨大子竜 - 参謀長・嘉挧 | 杉村升   | 坂本太郎 |
| 1月21日        | 47     | すっげェ〜真実   | - ザイドス - 参謀長・嘉挧 - 魔拳士ジン - ゴーマ3ちゃんズ | 荒川稔久 | 小笠原猛 |
| 1月28日        | 48     | 壮絶!! 道士死す  | - ザイドス - 巨大ザイドス - シャダム - 参謀長・嘉挧 - 田豊将軍 - 魔拳士ジン - ゴーマ3ちゃんズ                                                                                                   | 荒川稔久 | 小笠原猛 |
| 2月04日        | 49     | 最終決戦だァッ   | - シャダム - ガラ - ゴーマ15世 - 近衛兵 - 近衛隊長 - 大神龍 | 杉村升   | 東條昭平 |
| 2月11日        | 50     | 行くぞォォッ     | - シャダム - 大神龍 - 新ゴーマ怪人（声：野本礼三） | 杉村升   | 東條昭平 |

## 評価
商業的にはバンダイの出荷としては前作『恐竜戦隊ジュウレンジャー』を越す売上げ93億円を達成。しかし大量の余剰流通在庫も発生しており、玩具業界では前作の方が好評である。また玩具以外の関連商品も好調で、本作品の市場規模はジュウレンジャー対比で125%の137億円になった。

## 放映ネット局
系列は放映当時のもの。太字はテレビ朝日以外の系列局。
| 対象地域           | 放送局           | 系列           | 備考                                                          |
| ------------------ | ---------------- | -------------- | ------------------------------------------------------------- |
| 関東広域圏         | テレビ朝日       |                | キーステーション                                              |
| 北海道             | 北海道テレビ     | テレビ朝日系列 |                                                               |
| 青森県             | 青森朝日放送     | テレビ朝日系列 |                                                               |
| 岩手県             | IBC岩手放送      | TBS系列        |                                                               |
| 宮城県             | 東日本放送       | テレビ朝日系列 |                                                               |
| 秋田県             | 秋田朝日放送     | テレビ朝日系列 |                                                               |
| 山形県             | 山形テレビ       | テレビ朝日系列 | 1993年3月22日 - 1994年2月 1993年3月放送分まではフジテレビ系列 |
| 福島県             | 福島放送         | テレビ朝日系列 |                                                               |
| 新潟県             | 新潟テレビ21     | テレビ朝日系列 |                                                               |
| 富山県             | 北日本放送       | 日本テレビ系列 | 1993年4月1日から1994年3月17日まで木曜 17:00 - 17:30に放送     |
| 石川県             | 北陸朝日放送     | テレビ朝日系列 |                                                               |
| 福井県             | 福井テレビ       | フジテレビ系列 | 1993年2月25日から1994年2月17日まで木曜 17:25 - 17:55に放送    |
| 山梨県             | 山梨放送         | 日本テレビ系列 |                                                               |
| 長野県             | 長野朝日放送     | テレビ朝日系列 |                                                               |
| 静岡県             | 静岡朝日テレビ   | テレビ朝日系列 | 1993年10月に「静岡けんみんテレビ」より改称                    |
| 中京広域圏         | 名古屋テレビ     | テレビ朝日系列 |                                                               |
| 近畿広域圏         | 朝日放送         | テレビ朝日系列 | 現・朝日放送テレビ                                            |
| 鳥取・島根県       | 山陰中央テレビ   | フジテレビ系列 |                                                               |
| 広島県             | 広島ホームテレビ | テレビ朝日系列 |                                                               |
| 山口県             | テレビ山口       | TBS系列        | 1993年2月 - 9月                                               |
| 山口県             | 山口朝日放送     | テレビ朝日系列 | 1993年10月 - 1994年2月                                        |
| 徳島県             | 四国放送         | 日本テレビ系列 |                                                               |
| 香川・岡山県       | 瀬戸内海放送     | テレビ朝日系列 |                                                               |
| 愛媛県             | 愛媛放送         | フジテレビ系列 | 現・テレビ愛媛                                                |
| 高知県             | テレビ高知       | TBS系列        |                                                               |
| 福岡県             | 九州朝日放送     | テレビ朝日系列 |                                                               |
| 長崎県             | 長崎文化放送     | テレビ朝日系列 |                                                               |
| 熊本県             | 熊本朝日放送     | テレビ朝日系列 |                                                               |
| 大分県             | 大分放送         | TBS系列        | 1993年2月 - 9月                                               |
| 大分県             | 大分朝日放送     | テレビ朝日系列 | 1993年10月 - 1994年2月                                        |
| 宮崎県             | 宮崎放送         | TBS系列        |                                                               |
| 鹿児島県           | 鹿児島放送       | テレビ朝日系列 |                                                               |
| 沖縄県             | 琉球放送         | TBS系列        | 遅れネットで火曜16:00 - 16:30に放送                           |
| 未放送地域：佐賀県 |                  |                |                                                               |

## 他媒体展開

### 映像ソフト化
いずれも発売元は東映ビデオ。
- ビデオ（VHS、セル・レンタル共通）は1994年4月から1995年3月にかけて、全12巻（各巻4話（11・12巻のみ5話）収録）がリリースされた。この他「HEROクラブ」より、テレビシリーズの再編集版が全3巻、そしてラッキィ池田の振付による「五星戦隊ダイレンジャー 元気体操」[注釈 80]のビデオがリリースされている。
- 劇場版はビデオ（VHS、セル・レンタル共通）や、2003年7月21日発売のDVD-BOX「スーパー戦隊 THE MOVIE BOX」[160]、および2004年7月21日発売の「スーパー戦隊 THE MOVIE VOl.4」、「スーパー戦隊 THE MOVIE Blu-ray BOX 1976-1995」(2011年6月21日発売）に収録されている。
- DVDは2009年11月21日から2010年3月21日にかけて全5巻がリリースされた。各巻2枚組・10話収録。

### 他テレビシリーズ
『未来戦隊タイムレンジャー』
第51話として放送された特別総集編「スーパー戦隊大集合」。タイムレンジャー5人がタイムジェットで本作品の時代を見に来たという設定で、本作品の映像が流用されている。
『海賊戦隊ゴーカイジャー』
亮（33話）、将児および知（最終話）が登場。
『非公認戦隊アキバレンジャー シーズン痛』
第2話と第3話にてキバレンジャーが、第3話にてリュウレンジャーがそれぞれ登場。
『4週連続スペシャル スーパー戦隊最強バトル!!』
スーパー戦隊シリーズ初のオリジナルストーリーテレビスペシャル。リュウレンジャーが出演。

### 映画作品
五星戦隊ダイレンジャー（1993年4月17日公開）
監督：東條昭平 脚本：杉村升
登場怪人：トランプ公爵（演：石井愃一）、再生怪人軍団（紐男爵、ガマグチ法師、鍵道化師、口紅歌姫）、オジャル大王
本作品単独の映画作品。上映時間25分。1990年代に入ってから初めて制作されたスーパー戦隊シリーズの劇場版でもあり、同年からスタートした東映スーパーヒーローフェアの一編として上映された。
予告編の一部の映像では、土屋圭輔が亮、和田圭市が知を演じている。
『スーパー戦隊ワールド』
1994年公開の3D映画。ダイレンジャーの5人および大連王が登場。
『ゴーカイジャー ゴセイジャー スーパー戦隊199ヒーロー大決戦』
『天装戦隊ゴセイジャー』と『海賊戦隊ゴーカイジャー』の映画作品。リュウレンジャー/亮および大連王が登場。
『海賊戦隊ゴーカイジャー THE MOVIE 空飛ぶ幽霊船』
『海賊戦隊ゴーカイジャー』の映画作品。コットボトロが登場。
『特命戦隊ゴーバスターズVS海賊戦隊ゴーカイジャー THE MOVIE』
『海賊戦隊ゴーカイジャー』と『特命戦隊ゴーバスターズ』の映画作品。気伝武人龍星王が登場。
『仮面ライダー×スーパー戦隊 超スーパーヒーロー大戦』
ダイレンジャーの5人が登場。
『機界戦隊ゼンカイジャー THE MOVIE 赤い戦い! オール戦隊大集会!!』
2021年2月20日公開。リュウレンジャー、コットポトロが登場。

### オリジナルビデオ/オリジナルDVD
『百獣戦隊ガオレンジャーVSスーパー戦隊』
『百獣戦隊ガオレンジャー』のスーパー戦隊Vシネマ作品で、リュウレンジャーと気伝獣龍星王が登場している。

### 関連書籍
『愛蔵版 五星戦隊ダイレンジャー超全集 てれびくんデラックス』ISBN 4091014429

『小学館のテレビ絵本 ダイレンジャーシリーズ』（全11巻）
1. たたかえ！ダイレンジャー ISBN 4091136613
2. しゅつげき！りゅうせいおう ISBN 4091136621
3. すすめ！きでんじゅう ISBN 409113663X
4. きめろ！きりょくわざ ISBN 4091136648
5. かんせい！だいれんおう ISBN 4091136656
6. たおせ！トランプこうしゃく ISBN 4091136664
7. とばせ！だいりんけん ISBN 4091136672
8. しんせんしキバレンジャー ISBN 4091136672
9. たんじょう！きばだいおう ISBN 4091136699
10. ダイムゲンあらわる!! ISBN 4091136702
11. だいじんりゅうがやってきた！ ISBN 409113811X

『カラーワイド ダイレンジャーシリーズ』（小学館）
- 気力の書 その1 ISBN 4091107885
- 気力の書 その2 ISBN 4091107893
- なりきりブック ISBN 409113811X
- おあそびブック ISBN 409113811X

『ポケットえほん ダイレンジャーシリーズ』（小学館）
1. リュウレンジャー ISBN 4097322117
2. シシレンジャー ISBN 4097322125
3. テンマレンジャー ISBN 4097322133
4. キリンレンジャー ISBN 4097322141
5. ホウオウレンジャー ISBN 409732215X
6. キバレンジャー ISBN 4097322168

『講談社のテレビ絵本 ダイレンジャーシリーズ』（全16巻）
1. ぼくたちがダイレンジャーだ！ ISBN 4063096084
2. これがダイレンジャーのスーパーメカだ！
3. 大連王とうじょう！ ISBN 4063096157
4. がんばれ！ダイレンジャー ISBN 4063096165
5. ゴーマぞくをやっつけろ！ ISBN 4063096297
6. ダイレンジャーのスーパーアクション！ ISBN 4063096300
7. きょうてきゴーマのかいじん！ ISBN 4063096319
8. すごいぞ！5にんのせんし
9. ダイレンジャーのひみつ20 ISBN 4063096386
10. ニューヒーローキバレンジャー！ ISBN 4063096394
11. たたかえ！キバレンジャー ISBN 4063096459
12. だいけっせん！ダイレンジャー
13. ダイレンジャーたいゴーマぞく！ ISBN 4063096548
14. スーパーきりょくバズーカダイムゲンとうじょう！ ISBN 4063096556
15. しゅつどう！ダイレンジャー ISBN 4063096637
16. ちょうパワーだ！ダイレンジャー
17. ちえあそびえほん
18. クイズえほん ISBN 4063096718

その他
1. テレビランドカラーグラフ54『五星戦隊ダイレンジャー 1 おれたちが新ヒーローだ!!』1993年、徳間書店
2. テレビランドカラーグラフ57『五星戦隊ダイレンジャー 2 これが5人の新戦力だ!!』1993年、徳間書店
3. テレビランドカラーグラフ60『五星戦隊ダイレンジャー 3 キバレンジャー登場』1993年、徳間書店
4. 小学館シール知育えほん31『五星戦隊ダイレンジャー きりょく大ばくはつ!!』1993年、小学館 ISBN 4063230082
5. 講談社おともだちニューシールブック9『五星戦隊ダイレンジャー シールであそぼう!』1993年、講談社 ISBN 4063272095
6. テレビマガジングレート百科8『五星戦隊ダイレンジャーひみつ大図鑑』1993年、講談社ISBN 4063230082
7. テレビマガジングレート百科10『五星戦隊ダイレンジャー 超戦力大図鑑』1993年、講談社 ISBN 4063230082
8. テレビマガジングレート百科16『五星戦隊ダイレンジャー めいろブック』1993年、講談社
9. テレビマガジングレート百科17『五星戦隊ダイレンジャー  新戦士 新パワー大図鑑』1993年、講談社 ISBN 4063230171
10. たの幼TVデラックス『五星戦隊ダイレンジャー ぎんはがしゲームえほん』1993年、講談社 ISBN 4061774549
11. テレビマガジンデラックス41『決定版 五星戦隊ダイレンジャー 超百科』1993年、講談社 ISBN 4063042936
12. ケイブンシャの大百科別冊『ミニ・アルバム 五星戦隊 ダイレンジャー』1993年、ケイブンシャ
13. ケイブンシャの大百科549『五星戦隊ダイレンジャー大百科』1993年、ケイブンシャ
14. ひかりのくにテレビえほん『五星戦隊ダイレンジャー1』1993年、ひかりのくに ISBN 4564053949
15. ひかりのくにテレビえほん『五星戦隊ダイレンジャー 2 大集合!気伝獣と気伝武人､合体大連王』1993年、ひかりのくに ISBN 4564053957
16. にこにこ電子ゲーム絵本『五星戦隊ダイレンジャー』1993年、朝日ソノラマ ISBN 4257710020
17. ワコーのとびだすえほん・ゴールド版『五星戦隊ダイレンジャー』1993年、ショウワワコー ISBN 4948734772
18. スーパー戦隊 Official Mook 20世紀『1993 五星戦隊ダイレンジャー』2018年、講談社 ISBN 4065137047

### ホビー
カードダス
でるでるかーどだすくん 『五星戦隊ダイレンジャー』
1993年発売。全24種。
ガシャポンシリーズ
『スーパー戦隊倶楽部』
1993年発売。全11種。前年の恐竜戦隊ジュウレンジャーと合わせたラインナップ。
『スーパー戦隊倶楽部 PART2』
1993年発売。全7種。キバレンジャーと主要ロボを合わせたラインナップ。
戦隊職人
『戦隊職人オーラチェンジャー&キバチェンジャー 〜SUPER SENTAI ARTISAN〜』
プレミアムバンダイ限定。2017年3月14日発送。実際に変身時に必要なアイテムを組み合わせるギミックを搭載し、一部パーツはダイキャストを使用してグレードアップ。また、収録音声も一新しており、当時の玩具には入っていなかった「劇中変身音」とキャストによる「名乗りの台詞」を搭載。「オーラチェンジャー」の名乗りの台詞には和田圭市、能見達也、羽村英、土屋圭輔、高橋夏樹の5人の台詞を収録。「キバチェンジャー」には阿部渡の台詞を収録。
『五星合体 DX大連王』
プレミアムバンダイリクエスト企画。2018年3月発送。放送当時に発売した玩具ではステッカーで再現していた部分を、塗装仕様へと一新し、ディテールを追加。天宝来来の玉が付属。
『DXウォンタイガー』
プレミアムバンダイリクエスト企画。2018年8月発送。放送当時に発売した玩具ではステッカーで再現していた部分を、塗装仕様へと一新。また、関節を追加することで、疾走する気伝獣「ウォンタイガー」のフォルムを忠実に再現。放送当時の玩具では口だけの発光だったものから目の発光を追加。さらに音声を追加し、頭部のボタンを押すことで必殺技 吼新星大咆吼、走行音、気伝獣から気伝武人への変形音が発動。さらにキバレンジャーのBGM（ウォンタイガーの歌）を収録。また星天馬、星麒麟、星獅子、星鳳凰（それぞれ『DX大連王』に付属）と合体させることで、牙大王にすることが可能。さらに必殺技を発動するシーンの背景をイメージしたシート、天宝来来の玉が付属。
High Proportion Collection
『High Proportion Collection Ex series 白虎真剣』
2016年12月16日発送。ディスプレイ台座が付属。剣先の収縮や、白虎のアゴ開閉のギミックを再現。
S.H.Figuartsシリーズ

『S.H.Figuarts リュウレンジャー』
2013年8月10日発売。スターカッター、スターソード、ダイレンロッド、大輪剣、ダイバスターが付属。
『S.H.Figuarts キバレンジャー』
2013年9月発売。白虎真剣が付属。
HGシリーズ
『五星戦隊ダイレンジャー』
2021年3月15日発送。ディスプレイ台座が付属。

### ヒーローショー
後楽園ゆうえんちで全5公演が行われた。
- 1.五星戦隊ダイレンジャー 後楽園遊園地に現る！（1993年3月6日 - 4月18日）
- 2.五星戦隊ダイレンジャー ゴーマを倒せ！大連王！（1993年4月24日 - 6月27日）
- 3.五星戦隊ダイレンジャー 集結せよ！無敵パワーの戦士たち（1993年7月3日 - 9月26日）
- 4.五星戦隊ダイレンジャー 決戦！6000年戦争（1993年10月2日 - 11月28日）
- 5.スーパーヒーロー大集合（1993年12月10日 - 1994年2月27日）

前年の『恐竜戦隊ジュウレンジャー』のブライ公演の成功を受けて、変身前の役者が登場する公演が行われた。

#### キャスト（ヒーローショー）
- 亮（4）：和田圭市
- 大五（4）：能見達也
- 将児（4）：羽村英
- 知（4）：土屋圭輔
- リン（4）：高橋夏樹

5人は4の期間中の第一、第三土曜に出演。それ以外に1の最終日、4の最終日、5の期間中の1月2日に揃って飛び入り参加をしている。
- コウ（4）：酒井寿（最終日のみの飛び入り参加で、正規の出演はしていない）
- リュウレンジャー：高岩成二（1 - 4）、大藤直樹（5）、今井靖彦（2の終盤ごろ、怪我をした高岩の代役として）
- シシレンジャー：秋山智彦 [139] 、竹内康博
- テンマレンジャー：山口照雄（1 - 2）、中川清人（3 -）
- キリンレンジャー：渡辺実（1 - 2）、山口照雄（3 -）、大林勝（5）
- ホウオウレンジャー：中川清人（1 - 2）、神尾直子（3 - 5）
- シャダム：岡本美登
- ガラ：天祭揚子
- ザイドス：日下秀昭、清家利一
- 張遼（2）：日下秀昭
- ジャンパーソン（3）：福沢博文
- コピーリュウレンジャー（4）：福沢博文
- 阿古丸（3、4)：田辺智恵
- ティラノレンジャー（5）：前田浩
- ドラゴンレンジャー（5）：福沢博文
- 仮面ライダーBLACK RX（5）：岡元次郎
- グリフォーザー（5）：日下秀昭
- シンド（1）：新堀和男
- バット（1）：竹田道弘
- 幻カンフー隊A（4、5）：新堀和男
- 幻カンフー隊B（4、5）：竹田道弘
- 声：喜多保至、益田哲夫
- 司会：なりた洋
- アクション監督 - 竹田道弘（1）[139]

## CS放送・ネット配信
CS放送
- ファミリー劇場
  - 2003年4月 - 2004年3月
  - 2004年7月 - 10月
- 東映チャンネル
  - 2008年11月 - 2009年4月（「スーパー戦隊ワールド」枠）
  - 2011年4月 - 9月（「アンコールアワー」枠）

ネット配信
- 東映特撮 YouTube Official
  - 2013年1月7日 - 2013年6月30日
  - 2014年9月 - 10月（週1話）[注釈 81]
  - 2015年11月29日 - 2016年5月22日
  - 2016年8月24日 - （第44話のみ[注釈 82]）
  - 同10月25日 - （第1話・17話のみ[注釈 83]）
  - 2022年9月1日 - 2023年2月23日
  - 特記のないものはいずれも週2話配信。
- 東映特撮ニコニコおふぃしゃる（ニコニコ動画）
  - 2014年3月7日 - 2015年2月13日（週1話）
- バンダイチャンネル
  - 有料配信[注釈 84]
- 東映特撮ファンクラブ
  - 有料配信（通称TTFC）全話有料